# Ateliers de poterie antique de Lezoux
 (novembre 2020).
Les ateliers de poterie antique de Lezoux sont un site de production de poterie gallo-romain à Lezoux dans le département du Puy-de-Dôme en Auvergne (région Auvergne-Rhône-Alpes), France.
En activité à partir du Ier siècle, ces ateliers de la Gaule du centre sont dès leur période précoce l'un des relais de l'expansion de la sigillée en Gaule et en particulier vis-à-vis des ateliers de la Graufesenque en Gaule du sud, plus gros centre de production potière du monde romain vers le milieu du Ier siècle avant que Lezoux ne prenne cette place - pour une durée plus longue.
Au tournant du IIe siècle un glissement s'opère depuis la Gaule du sud vers les ateliers de la vallée de l'Allier en Gaule du centre pour ce qui concerne la production de poteries ; Lezoux connaît alors une expansion maximale au IIe siècle et supplante la Graufesenque, devenant à son tour le principal centre de production de poterie. Son envergure décroît à partir du IIIe siècle, jusqu'au IVe siècle.
Toutes périodes confondues, les installations artisanales couvrent plus de 70 hectares, qu'il faut envisager comme un site d'ateliers groupés plutôt que comme une agglomération ; plus de 500 fours y ont été trouvés de façon certaine et 300 autres fours sont probables. Le répertoire de leurs décorations est à la fois différent et plus riche que celui de la Graufesenque.
Lezoux potier a des satellites importants avec lesquels les échanges sont - dans certains cas et pour certaines périodes - intenses, et qui forment le groupe de Gaule centrale avec du sud au nord : les Martres-de-Veyre, Terre-Franche près de Vichy, Lubié-Lapalisse, Saint-Rémy-en-Rollat et Toulon-sur-Allier.

## Situation géographique
Lezoux est entre la plaine de la Limagne à l'ouest et le plateau de la « Varenne de Lezoux » à l'est. La Varenne de Lezoux est une zone de contact entre la Limagne et le nord du Livradois.
La rivière Allier est à 6 km à l'ouest, la Dore à 9 km à l'est.
Dans une plus large perspective, Clermont-Ferrand, le chef-lieu de la civitas gallo-romaine, est à environ 26 km à l'ouest, Thiers à 15 km à l'est, Lyon à 150 km à l'est, Moulins à 100 km au nord.

## Situation géologique
Selon la carte géologique locale, Lezoux est installé sur une couche d'alluvions Fs (gris à petit pointillé), entourée au nord-ouest, ouest, sud-ouest, sud et sud-est par une ceinture C2 (marron clair) de colluvions indifférenciées faites de sables et biocailles sur substrat non différencié. La couche Fs correspond à une terrasse alluviale ancienne de la Dore, appelée « formation des sables et argiles des Girauds Faures »,,. Cette couche Fs, d'épaisseur généralement inférieure à 5 m, est faite de sables en général jaunâtres, à grains grossiers, incluant des éléments de quartz de 5 mm de diamètre environ. Elle surmonte une couche d'argiles sableuses. Le rapport du BRGM à la suite d'une dizaine de sondages effectués sur la zone, indique que l'argile sous-jacente est différente pour le sondage S10, qui contient très peu d'éléments sableux ; ce sondage S10 est celui le plus au sud et le plus proche de Préfrechat et de Lezoux.
La couche C2 est elle-même ceinturée par des colluvions argilo-calcaires des bas-versants dérivées du substrat marneux (CRgM, couleur écru), formées à partir de terrains oligocènes et d'une épaisseur supérieure à 1 m.
Au sud, entre la D229 (route de Moissat) et la D20 (route de Ravel), se trouve une plage de « complexes » de Limagne (K, gris uni) : des colluvions marneuses additionnées d'alluvions, qui correspondent à d'anciens marais. Une coupe-type de la couche K montre un sol isohumique surmontant une couche d'alluvions, sables et graviers où dominent des minéraux d'origine volcanique, puis une formation argilo-calcaire de 1 à 3 m d'épaisseur, meuble mais compacte, à première vue très homogène, de couleur beige ou grise s'éclaircissant en profondeur. En dessous se trouvent des marnes.
Les ateliers de poterie se trouvent sur une bande argilo-sableuse orientée plus ou moins nord-sud,. Localement, une épaisse couche d'argile de l'Oligocène, souvent jaune, se trouve sous le sol. Elle est si homogène qu'il n'est pas possible de déterminer les lieux exacts d'extraction.
Le laboratoire de géologie de Clermont-Ferrand a analysé des prélèvements dans une carrière d'argile en activité entre Ravel et Neuville à 6 km au sud-est de Lezoux. Cinq niveaux d'argile différents sont présents sur 4 m de hauteur.

## Situation historique
Un atelier de potier nécessite principalement de l'argile, de l'eau, du combustible, et un marché. L'approvisionnement en argile est exposé dans la section précédente. L'eau est disponible dans une nappe phréatique existant sur tous les sites d'ateliers de Lezoux, à une profondeur de 3 à 6 m ; des puits y donnent accès. Pour le combustible, l'espace entre les ateliers est fait de vastes zones inhabitées, peut-être occupées par des cultures vivrières car elles semblent trop petites pour être occupées par des bois ; mais au nord et au sud-est du village se trouvent de vastes zones inhabitées, qui ont pu correspondre à des massifs boisés. Il reste d'ailleurs encore de nos jours quelques bois sur ces surfaces.
La question de marché commercial est plus complexe. En règle générale, un marché rural est plus important dans les zones de contact de régions complémentaires : montagnes-plaines, ou bien des cités différentes, des lieux de rencontres importants souvent culturels. Pour ce qui est du marché local, Lezoux est en marge d'une zone de fort peuplement qui s'étend du côté de l'Allier à l'ouest, avec des vestiges importants trouvés à Joze (à 7 km au nord-ouest en rive gauche de l'Allier) et à Pont-du-Château (13 km), et bien sûr à Clermont-Ferrand à 30 km au sud-ouest ; à l'est, dans les Varennes de Lezoux, l'habitat est très peu nombreux. L'extraordinaire développement de la poterie de Lezoux n'est donc pas dû à un lieu d'installation originel à fort potentiel. Sur ce point, voir plus bas les sections « Choix des lieux : l'implantation des ateliers » et « La diffusion ». Mais dans tous les cas de figure, pour permettre un tel développement il a fallu des moyens de transport, une situation pas trop excentrée et la possibilité de contacts et d'échanges avec d'autres ateliers.
Se basant sur la soudaineté du démarrage des ateliers de Lezoux dès la première phase de production au tournant du Ier siècle, Ph. Bet (1999) et d'autres archéologues (Delage...) pensent que leur établissement a été le résultat de la volonté de riches entrepreneurs financiers afin de s'imposer sur le marché de la céramique.
Transport fluvial
Le site se trouve à 6 km de la rive droite (côté Est) de l'Allier. De son nom antique Elaver, la rivière était utilisée par les potiers de Lezoux et de Terre-Franche,. On rencontre assez souvent l'expression « groupe des ateliers de la vallée de l'Allier », qui n'est pas loin de désigner le groupe des ateliers de Gaule centrale.
Préciser que depuis le Néolithique, la navigation fluviale est le principal moyen de déplacement - surtout pour les objets lourds. Le coût du transport par voie terrestre est particulièrement élevé ; il est donc souhaitable que l'atelier soit à proximité d'une voie d'eau,.
Transport routier
Les grands axes routiers suivent dans les grandes lignes l'orientation des voies d'eau et, en quelque sorte, sont leurs doublures.
Généralement, les grands centres de production (poterie, métal, etc) sont situés à proximité des routes. On peut citer Arleuf (ferriers, bas-fourneaux, atelier de forge), Beaune (ferriers), Boncourt-le-Bois, Domecy-sur-Cure (atelier de potiers), Mellecey (artisanat du bronze), Voutenay-sur-Cure (ferriers) ou Palleau (ferriers), Gueugnon (atelier de forge IIe – IIIe siècles en plus de l'important atelier de potiers), etc.
Bet & Vertet (1985) donnent Lezoux proche d'un axe routier : la voie Lyon-Bordeaux. En réalité, le trajet Lyon-Bordeaux traverse Augustonemetum (Clermont-Ferrand) et peut se faire par deux voies : l'une passe largement au nord de Lezoux par Olhat, Biozat et Vichy (40 km au nord) ; l'autre passe au sud de Lezoux par Vollore (20 km au sud-est), puis près de Billom (13 km au sud) et par Pérignat (20 km au sud-ouest).
Carrefour régional
Lezoux est dans l'est de la Gaule aquitaine, dans le nord de la civitas des Arvernes (avec sa capitale l'oppidum de Corent à 30 km au sud-ouest). Il n'est pas situé sur une limite administrative mais la Gaule lyonnaise commence à quelque 40 km à l'est ; la Gaule narbonnaise n'est guère plus loin au sud.
Proximité des grands centres de production
Localement, Lezoux antique est relativement isolé : à l'écart des voies principales et hors de la zone fortement peuplée. Mais il est au cœur du groupe d'ateliers de poterie antique de la Gaule du centre,. Terre-Franche (lui aussi en bordure de l'Allier, près de Vichy, à 40 km au nord), Toulon-sur-Allier (95 km au nord, près de Moulins), Lubié (près de Lapalisse, 60 km au nord-est), les Martres-de-Veyre (25 km au sud-ouest, également en bordure de l'Allier), Cournon-d'Auvergne (atelier des Queyriaux en rive gauche de l'Allier, 20 km au sud-ouest)… , l'atelier de poterie antique de la Graufesenque (Millau), plus lointain, est à 250 km au sud : il fait partie du groupe d'ateliers de la Gaule du sud - ce qui n'a pas empêché les échanges pendant un temps.

## Historique des découvertes et fouilles
L'arrêt des fouilles sur la ZAC de l'Enclos est fouillée en 1987 permit au centre archéologique de décupler son activité et d'avancer considérablement dans la connaissance de la céramique lézovienne, en renouvelant la recherche. Il a permis la réalisation de plusieurs thèses, de DEA et de nombreuses maîtrises.
Plusieurs dizaines de fours sont découverts au XVIIIe siècle vers les années 1773-1780, à l'occasion de travaux sur la propriété de M. de Chazerat près de Ligonne, à environ 2 km au nord de Lezoux (juste au sud de l'échangeur no 28 « Lezoux » de l'autoroute A89). Jusqu'en 1958 (pendant environ 170 ans), de multiples collectionneurs et antiquaires effectuent des fouilles sauvages. Quelques-uns des auteurs de ces recherches désordonnées laissent leur nom à la postérité, mais pratiquement aucune publication,.
La seule lumière dans cette longue période d'ombre est le Dr A.-E. Plicque,
qui étudie les sites potiers de Lezoux de 1880 à 1885 — période qui est aussi celle de la découverte de la Graufesenque — et fait quelques publications.
Il rédige aussi un catalogue de marques : Étude d'épigraphie céramique gauloise, gallo-romaine et gallo-grecque, d'après les documents inédits recueillis à Linsannum [Lezoux], Nemetum [Clermont-Ferrand] et autres localités arvernes ; dans lequel il inclut cependant beaucoup de noms rutènes (de la Gaule du sud).
Il aurait trouvé près de 3 000 noms de potiers (Ph. Bet et H. Vernet pensent qu'il se référait vraisemblablement aux graphies, pas aux noms à proprement parler) sur quelque 15 000 fragments estampillés, et plus de 60 fours.
Avec de multiples fouilles et acquisitions, Plicque élargit le champ des recherches et constitue une grosse collection, acquise à terme par de grandes institutions (dont le musée des Antiquités de Saint-Germain-en-Laye, qui en acquiert la plus grande partie).
Essentiellement quoiqu'indirectement grâce à lui, apparaissent des travaux plus scientifiques. Sa collection est à l'origine de plusieurs travaux fondamentaux, le premier de ceux-ci étant l'ouvrage encore de nos jours incontournable de Déchelette 1904, dans lequel 53 pages sont consacrées à la Graufesenque (chap. 3, p. 64-116), 65 pages à Lezoux (chap. 5, p. 138-202) et 21 pages à Banassac et Montans (chap. 4, p. 117-137).
Vers le milieu du XXe siècle, quelques amateurs tels que J. Martin et Ch. Fabre publient quelques articles ou petits ouvrages, ce qui développe l'intérêt local et aboutit à la création du Comité Archéologique de Lezoux à la fin des années 1950, puis d'un musée municipal contrôlé.
À partir de 1958 commencent des prospections de sauvetage et des fouilles minutieuses, se déroulant chaque année sur plusieurs mois. H. Vertet, chercheur au C.N.R.S., prend rapidement le contrôle ces recherches, assure la conservation sur place de la plus grande partie du mobilier découvert et entreprend de nouvelles fouilles. Dans les années 1960 il pousse la Direction Régionale des Antiquités Historiques d'Auvergne à créer un dépôt de fouilles, où il regroupe tous les objets depuis 1956.
Mais la commune voit vers cette époque le début d'une urbanisation intense et de nombreuses constructions de lotissements, maisons individuelles, routes… qui recouvrent peu à peu tous les secteurs d'occupation antique. Les fouilles en sont subséquemment handicapées et se présentent comme une suite de sauvetages menés avec les moyens limités de l'archéologie de cette époque. Nous en citons quelques-unes :
De 1963 à 1966 Hugues Vertet s'associe avec Sheppard Frere (université de Londres), Brian R. Hartley (université de Leeds) et Gabriel Fournier pour explorer le secteur de la maison de retraite « Mon Repos », dont le Jardin de l'Hôpital (site no 7),. En 1967 la même équipe britannique accompagnée de 16 étudiants d'Oxford, Cambridge et Londres, effectue quatre semaines de fouilles.
En 1964 G. Fournier explore la place du Pilori, par la suite renommée « square de l'Hôpital » puis « place Jean Rimbert » (site no 10).
De 1963 à 1965 H. Vertet explore le nord-est de la parcelle de la Z.A.C. de l'Enclos, où il découvre six fours.
De 1964 à 1970 mais surtout de 1964 à 1968, fouilles du terrain Audouart-Gagnadre par Hugues Vertet et l'équipe de Brian R. Hartley.
En 1965 les fondations de la maison du Dr Plicque, près de l'ancienne place du Pilori, révèlent des fragments de céramique du IIe siècle.
En 1970, observations dans les tranchées faites pour la construction du nouveau collège de Lezoux dans la rue de la République.
En 1971, fouille du terrain Baldassein (en limite nord du groupe de potiers de Saint-Taurin).
De 1972 à 1976, fouille de la « nécropole des Religieuses » ou « nécropole Chassagne » découverte par l'abbé Constancias et le docteur Plicque et fouillée de nouveau dans les années 1930 par Charles Fabre. La thèse de Christian Mondanel (1982) en fait son sujet d'étude principal.
En 1975, fouille du terrain Botella au lieu-dit la Pradelle à l'occasion du creusement d'une tranchée d'adduction d'eau. La même année, fouilles du cimetière Saint-Jean dans l'avenue Blaise Pascal (D2029) à l'occasion de son agrandissement.
L'année 1976 marque un tournant important dans les fouilles : une campagne de prospection systématiqueest entreprise sur toute la commune de Lezoux ainsi que sur les communes voisines de l'ouest au sud : Lempty (à l'ouest), Seychalles (au sud-ouest) et Moissat (au sud).
De 1977 à 1979 Hugues Vertet et Philippe Bet explorent le site de l'Œuvre Grancher (site no 9), dans le secteur de l'Hôpital (maison de retraite « Mon Repos »),.
De mai à septembre 1989 un sauvetage programmé est mené par Christine Mennessier-Jouannet sur le site de la maison de retraite « Mon Repos », préalablement à la construction d'une extension,.
À défaut de prospections aériennes, limitées car coûteuses, M. Thellier et l'Institut de Physique du Globe (probablement l'antenne de Clermont-Ferrand) ont effectué quelques prospections géophysiques ponctuelles.
En 1985 Ph. Bet et H. Vertet font état de fouilles de sauvetage d'urgence et de fouilles de sauvetage programmé en cours, « mais sur une échelle très réduite par rapport à l'importance nationale et internationale du site, et aux dangers qui le menacent. Tous les sites fouillés depuis 1958 ont été détruits ou recouverts par les constructions, sauf quelques fours sur un terrain acheté par le ministère de la Culture, mais menacé par les fouilleurs clandestins ». Le POS de Lezoux prévoit que toute construction située en zone archéologique doit être précédée de sondages de contrôle, suivis éventuellement d'une fouille de sauvetage d'une durée maximum de six mois. Mais le manque de moyens de la direction régionale des Antiquités Historiques, et des tendances laxistes, ouvrent la voie à de nombreuses dérogations de cette règle.
Cette vision a évolué en 30 ans : depuis, Lezoux a fait l'objet de plusieurs dizaines d'opérations archéologiques qui n'ont pas supprimé toutes les imprécisions mais ont permis de se faire une idée générale cohérente sur l'évolution topographique et chronologique du site.
En 1991, autre grande étape pour les fouilles : la sous-direction de l'archéologie lance un appel d'offres international. Un programme triennal de recherche est alors mis en place

## Description des sites

### Étendue des multiples agglomérations
Toutes périodes confondues, les installations artisanales couvrent plus de 70 ha. Le site est unique en Gaule, aussi bien pour son expansion dans le temps que dans l'espace. Il faut du reste l'envisager plus comme un site d'ateliers groupés, voire un ensemble d'agglomérations que comme une seule agglomération : distantes les unes des autres de plusieurs kilomètres dans certains cas, des zones plus ou moins densément occupées par les ateliers et les habitations des potiers, sont séparées les unes des autres par des espaces à peu près vides sauf pour des nécropoles et des tombes isolées.
Cette zone archéologique étendue, dont l'ampleur sinon les détails est révélée lors de la campagne de prospections communales de 1976, est remplie d'une multitude de sites - y compris habitats. Occupant la plaine autour de Lezoux, elle suit le flanc ouest d'une butte argilo-sableuse sur environ 3 km du nord au sud, avec trois zones d'expansion :
- au nord, les sites de Ligonne[3],[L 1] et du Rincé[3] (600 m au sud de Ligonne[c 1]), avec le site de la route de Maringues et les lieux-dits la Vallière, Moulin à Vent (terrain Chalard[59], terrain Cohade[60] et terrain Mathonnière[61]) et Plantades[3],[62] ;
- le site de la rue Saint-Taurin au nord-est du centre-ville actuel[c 9], prolongé par deux branches :
  - → vers le sud-ouest en direction du cimetière actuel et du faubourg actuel des Saint-Jean (autrefois un hameau), et
  - → vers l'est par la rue de la République jusqu'au hameau de Saint-Martin[3],[c 10].

L'abondante littérature scientifique sur Lezoux historique (de la Préhistoire au Moyen Âge compris) mentionne quantité de noms de lieux-dits et autres endroits, pas toujours très clairement quant aux diverses dénominations et encore moins sur leurs locations respectives. Tous sont cependant d'accord pour citer trois groupes principaux ; les incertitudes se placent au niveau des petits groupes et des rattachements à tel ou tel groupe pour certains d'entre eux.
la route de Maringues,
Coteau de la Vallière,
Moulin à Vent,
Les Plantades,
Prafréchat, Ligonne (premier site potier découvert),
Saint-Jean,
Orcher, Serve d'Hervier.
Outre la zone des ateliers, les environs montrent une implantation assez dense d'exploitations agricoles et de petits vici. Cette densité est clairement liée aux ateliers de poterie car elle baisse dès qu'on s'éloigne de 3 à 5 km de ces derniers. C'est une implantation rurale, que H. Vertet en 1985 suppose être dépendante d'un vicus (sans aucune certitude, et cette vue n'est pas suivie par d'autres chercheurs). Le nom du pagus antique est inconnu, mais une monnaie mérovingienne donne le nom de Ledoso vico.
Quelques villas existaient alentours, dont plusieurs ont été détruites et aucune n'a été fouillée avec quelque rigueur ; elles ont laissé des vestiges de placages de marbre, des surfaces peintes, des décorations en terre cuite<.
Il y a très peu d'édifices publics ; s'il y en a eu, ils ont peut-être servi ultérieurement de carrières de pierre, un matériau rare dans le pays. Un temple se tenait peut-être dans la partie nord-ouest du site de Maringues, où l'on a trouvé une grande statue en arkose dédiée à Mercure et à Auguste,.

### Les nécropoles et sépultures
Le site inclut deux nécropoles : l'une à l'ouest du bourg actuel, l'autre au Moulin à Vent. Mais des tombes individuelles parsèment également l'habitat, souvent dans les dépotoirs - en particulier les tombes d'enfants mort-nés ou en bas âge.

#### Nécropole des Religieuses (nécropole Chassagne)
La nécropole dite « nécropole des Religieuses » ou « nécropole Chassagne » est située à l'ouest du site Saint-Taurin, au lieu-dit « Pré Tardy », terrain occupé (en 2020) par un Carrefour Market et Carrefour Spectacles, sur le côté nord de la rue Georges-Clemenceau. Connue depuis le XIXe siècle, des sépultures y ont été découvertes par l'abbé Constancias et le docteur Plicque puis, dans les années 1930, par Charles Fabre. C'est la plus importante nécropole de Lezoux, avec des inhumations et incinérations s'échelonnant du Néolithique à la fin de l'Antiquité ; le nombre de 500 sépultures a été avancé mais sans source citée. Hugues Vertet, qui l'a fouillée de 1972 à 1976, en a découvert 181, dont 174 d'époque antique. Au début des années 1980, Christian Mondanel l'a prise comme principal sujet d'étude pour sa thèse et en précise les pratiques funéraires, l'agencement de la nécropole et son mobilier associé.

#### Nécropole des Grandes Plantasses
Les Grandes Plantasses est un lieu-dit au sud de Lezoux sur la route de Billom (D 229), à peu près à mi-chemin entre la D2029 et le hameau de Ocher.
Un peu avant 1979, une nécropole gallo-romaine y est découverte lors de l'installation de drainages. Plusieurs tombes à incinération du IIe siècle y sont fouillées. Des urnes en céramique sont accompagnées de mobilier.

#### Cimetière des Saint-Jean
La vingtaine de sépultures découvertes incluent une incinération de l'époque tibérienne. Les autres sépultures sont des inhumations ; l'architecture funéraire de la plupart d'entre elles les date de la fin de l'Antiquité. Mais cette zone a été utilisée comme cimetière sur une longue période, du Ier siècle au haut Moyen Âge.
Saint-Jean, deux tombes aux parures exceptionnelles
Les bijoux et accessoires vestimentaires de deux tombes sont tout à fait exceptionnels pour la région. Les deux personnages faisaient partie de l'élite sociale locale.
Celle d'une femme, datée du deuxième tiers du Ve siècle, indique une influence danubienne. Les bijoux qui l'accompagnent sont six pendentifs trilobés en or, un sautoir de perles en pâte de verre, deux fibules ansées de type wisigothique en tôle d'argent, une fibule ronde recouverte de feuilles d'or et sertie en son centre d'une perle en pâte de verre bleue, trois anneaux (argent, bronze et calcédoine), un bracelet de 12 perles en pâte de verre, ambre, or et argent, et les éléments d'une bourse (dont le tissu a disparu) avec plus de 2000 petites perles en pâte de verre et six glands en alliage cuivreux.
Celle d'un homme, datée du deuxième tiers du VIe siècle, est la sépulture d'un franc. Elle a livré des éléments de ceinture : boucle ovale à ardillon scutiforme, deux rivets ronds et un rivet scutiforme, en argent doré ; et les restes d'une aumônière : un fermoir en fer cloisonné d'or, de grenats et de pâte de verre, avec une boucle en alliage cuivreux. Il semble que l'aumônière ait contenu plusieurs petits objets : une demi-monnaie en bronze, une pince à épiler en alliage cuivreux et du petit mobilier en fer mal conservé.

#### Autres ensembles de sépultures
Un ossarium est découvert route de Billom.
Le site du Moulin à Vent inclut le terrain « Saint-Rome ».

#### Sépultures hors nécropoles
Les dépôts de sépultures dans des bâtiments utilisés pour l'artisanat correspondraient à un changement d'organisation de l'activité dans ce ou ces bâtiments. Un exemple parmi d'autres en est à l'atelier de Sallèles-d'Aude, où de telles sépultures datent d'un réaménagement de ces locaux. Dans un atelier de Lezoux, une vingtaine de tombes d'enfants en bas âge datent pour la plupart de la période de redémarrage de l'atelier, au tournant du IIe siècle ; elles sont accompagnées de plusieurs offrandes. Par contre celles datant du milieu ou de la fin du IIe siècle, période de très grande production, ne comportent pas d'offrandes.
Parfois ces sépultures marquent la clôture ou la cessation d'activité d'un bâtiment. Sur le terrain Audouart, deux sépultures d'enfants en bas âge accompagnées d'offrandes se trouvent dans le dépotoir d'un atelier. Mais les inhumations en vase-cercueil n'ont pas de mobilier funéraire. À Lasteyras, la sépulture d'un nouveau-né ou très jeune enfant est doublement protégée par deux moules en sigillée renversés l'un contre l'autre, surmontés d'un autre moule retourné. Au site des Plantades, un enfant d'âge périnatal est inhumé dans un coffre de bois protégé par un coffre de tuiles (tegulae). Certaines inhumations se font dans des bassins ovales en céramique commune.
De plus, nombre de ces sépultures se trouvent à la limite de deux espaces : fossés entre pars rustica et pars urbana de villae, bordures de rues, contre des limites d'enclos divers…. La question se pose d'une recherche de protection de ces lieux par le pouvoir d'intercession des très jeunes enfants entre le monde des vivants et celui des morts.
Préciser que les sépultures de nouveau-nés ou de nourrissons dans les habitations ou les ateliers, ou dans leur environnement immédiat, est une pratique courante depuis avant la conquête romaine et jusqu'au début du XXe siècle dans de nombreuses sociétés traditionnelles. Cette pratique serait née dans le monde méditerranéen au Néolithique, diminuant fortement au cours du Ve siècle mais sans disparaître pour autant ; en France on la retrouve jusqu'au XIe siècle.
Une autre question est celle de l'infanticide, une pratique courante au moins chez les romains (manque de moyens pour les pauvres, question d'héritage pour les riches), mais il est peu probable que de telles victimes eussent été inhumées à l'intérieur des habitations ou des lieux de travail.

## Les groupes d'ateliers

### La notion de «groupes d'ateliers»
Le concept de « groupes d'ateliers » s'est progressivement mis en place, dès le début du XXe siècle pour certaines zones puis étendu à l'ensemble des ateliers de Lezoux.
Cette notion est basée sur les situations géographiques ou topographiques respectives des différents ateliers, mais aussi sur leurs phases chronologiques, les types de céramique fabriqués, la nature de pâte utilisée, et les potiers qui y ont travaillé. De fait, les différents potiers sont généralement attachés à un groupe d'ateliers particulier ; certains d'entre eux ne se retrouvent que dans un seul groupe d'ateliers. Ce mode de fonctionnement n'est mis en brèche que pour un pourcentage minime des potiers, dont une partie est d'ailleurs due à des homonymies de noms.
Les différentes zones sont de nos jours bien définies. Trois groupes d'ateliers font plus de 10 ha et regroupent le principal des activités dans le domaine de la céramique fine ; ce sont le « groupe Saint-Taurin », le « groupe Maringues » et le « groupe Ligonne ». S'ajoutent les installations plus petites des « groupe Saint-Martin », « groupe Ocher »,… Plusieurs lieux de fabrication sont notés autour de l'enceinte médiévale, au quartier Mercoeur, aux Bourgauds, devant l'école Taurin-Dufraisse, et dans la propriété Rimbert ; mais aucune étude n'a été réalisée (en 1989) pour en déterminer l'importance.

### Groupe Saint-Taurin
Le groupe Saint-Taurin est celui qui a été le plus fouillé (jusqu'en 1999), et qui a livré le plus de structures de production et de mobilier postérieurs au milieu du IIe siècle. Il est le principal noyau de production céramique à Lezoux et de loin le plus grand groupe de Lezoux ; 332 potiers y sont rattachés. Son activité potière commence pendant la Tène et perdure jusqu'au Moyen Âge. On y retrouve tous les types de poterie : sigillées, imitations et dérivés de sigillée, parois fines, métallescente, micacée, plombifère, cruches blanches, terra nigra, etc.). 97 de ses potiers produisent de la sigillée au Ier siècle.
Centré sur la rue Saint-Taurin; il s'étend sur 25 ha immédiatement au nord de l'enceinte médiévale ; mais sauf exceptions il est de nos jours recouvert par le centre-ville actuel.
Il inclut la rue Saint-Taurin, avec :
- à l'est de cette rue :
  - rue de la République[c 10] ;
  - le secteur de l'Hôpital[82] ou maison de retraite « Mon Repos »[84] ;
  - rue Pasteur[1] ;
  - l'ancien C.P.P.N.[58] ;
- et à l'ouest de cette rue :
  - le lotissement de la Z.A.C. de l'Enclos[1],[82],[58],[85],

- - la gendarmerie[58],[86],[87].

Aucella est un des potiers du groupe Saint-Taurin dans la seconde moitié du IIe siècle, (150-180 ?) ; son estampille est associée à des séries Drag. 18/31 et Drag. 31, Drag. 33 et coupelle Walt. 80.

#### Site de l'Hôpital, devenu la maison de retraite «Mon Repos»
Le site de l'Hôpital est occupé depuis le Ier siècle jusqu'au Moyen Âge.
De 1957 à 2011 il est l'objet de fouilles ponctuelles rapides sur de petits espaces (pour le détail des fouilles, voir la section « Historique des découvertes et fouilles »). Les vestiges rencontrés les plus marquants sont des bâtiments excavés antiques et médiévaux et un four de potier du IIe siècle. La construction d'une extension amène un sauvetage programmé de mai à septembre 1989.

#### Rue de la République
En 1969 une prospection géophysique est faite avec un magnétomètre à proton, mais les résultats sont brouillés par de trop nombreuses perturbations contemporaines (conduites d'eau métalliques, lignes à haute tension). En 1970 lors de la construction du nouveau collège de Lezoux (C.E.G.), rue de la République, quelques observations sont faites dans les tranchées des fondations à venir. H. Vertet y trouve du matériel antique et médiéval dans un niveau peu épais ; et un puits dans l'angle du terrain en cours d'aménagement. Autour du puits, sur un demi-cercle longeant la margelle, il observe « une masse très dure, qui semblait provenir de la décomposition de ferraille ». L'espace entre cette masse dure et la margelle est rempli par de l'argile dure mélangée à du fer et du sable. L'endroit a livré quelques vestiges de céramique commune.

#### Maison duDrPlicque
Elle se trouve près de l'ancienne place du Pilori. Ses fondations révèlent en 1965 des supports de cuisson, des fragments de céramique de la fin du IIe siècle dont des formes de sigillée inédites à cette date, et des estampilles dont une est alors connue uniquement à la Graufesenque. Le tout indique la proximité d'un atelier de potiers inconnu, plus tardif que ceux reconnus jusqu'alors.

#### Œuvre Grancher
Le site de l'Œuvre Grancher est immédiatement à l'est du site de l'Hôpital,.
En 1977 et 1978 H. Vertet met au jour trois aires de préparation de l'argile datées du IIe siècle, dont l'une de plus de 120 m2. Elles sont toutes installées dans des fosses d'environ 30 cm de profondeur ; leurs sols sont dallés de tuiles posées avec leur rebord vers le haut et sont délimités par des tuiles posées sur chant. Après la cessation d'activité de l'atelier, elles servent de dépotoirs qui ont livré des éléments de four, des fragments de moules et de céramiques communes et de sigillée datés de la fin du IIe siècle.
Au IVe siècle deux nouvelles aires faites de carreaux de terre cuite sont construites sur le même emplacement - l'une d'elles se superpose presque exactement à une aire du IIe siècle. Leur remplissage a livré des éléments de four, des fragments de céramique peinte et de sigillée du IVe siècle. Elles sont accompagnées de trous de poteaux et de diverses fosses.

#### Rue Pasteur

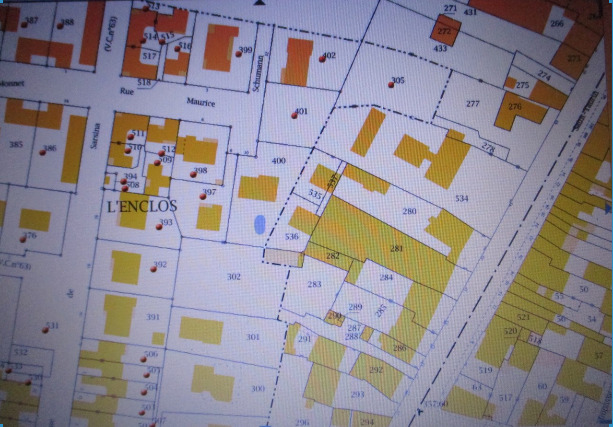
Z.A.C. de l'Enclos, plan cadastral

#### Site de la Z.A.C. de l'Enclos
Situation
Cette zone est encadrée par la rue Saint-Taurin (D336) à l'est et la rue de Sarsina à l'ouest.
Jusqu'au début des années 1990, des jardins et vergers y formaient un faubourg maraîcher de Lezoux. Elle couvre 7 ha en limite nord du centre-ville. Elle a fait l'objet d'une fouille de sauvetage programmée de 1983 à 1987, qui a mis au jour une douzaine de fours de potiers.
L'occupation du terrain
La couche 4 a révélé des vestiges archéologiques depuis le Néolithique final jusqu'au bronze final. La couche 3 contenait des vestiges de la Tène III ; à cette époque, un four est installé en creusant dans les colluvions de la couche 4. La couche 2 a livré des charbons dispersés et des vestiges de la Tène (le « second Âge du fer ») jusqu'à l'époque gallo-romaine ; les poteries fortement érodées et fragmentées démontrent un brassement important de cette couche, qui a probablement subi des labours. La couche 1 contient du mobilier médiéval et moderne, daté par un dépôt à sa base fait de briques, de tuiles à rebord et de tessons du XVe siècle. La quasi-absence de colluvionnement entre les couches 2 et 1 (entre la fin de l'époque romaine et le Bas Moyen Âge) correspond à une absence de déboisement. Au cours du Bas Moyen Âge un bâtiment est construit, qui est détruit par le feu, puis comblé au début du XIIIe siècle. Le colluvionnement reprend dans les couches qui le surmontent (et donc le déboisement dans la période qui suit le bâtiment).
Importance de l'atelier gallo-romain de l'Enclos
Le site de l'Enclos a fourni 55 % du mobilier inventorié dans le groupe Saint-Taurin et 36 % des décors ayant une origine attestée. Les fouilles de 1983 à 1985 ont fourni 144 000 tessons.
Les fours
Ce site a livré le four F55, plus grand four du monde romain avec celui de la Graufesenque. Ces deux fours (celui de Lezoux et celui de la Graufesenque) ont des plans très similaires, avec des tubulures cylindriques, lisses et épaisses supportant des sortes de tournettes servant de supports d'étagères.
Il a aussi livré les premiers fours rectangulaires à sigillée connus au Ier siècle dans les ateliers de Gaule du centre. Ces fours se trouvent dans un coin de la parcelle dite « terrain Demone ». Leurs parois sont faites de fragments de tuiles à rebord. Les alandiers ont une trentaine de cm de large pour plus de 1,60 m de long, leur fond est une chappe en argile et ils sont séparés par un mur en petit appareil bien construit. Le mur du fond est fait des grandes pierres du mur de clôture. Les parois montrent des traces de remontées de flammes latérales. On ne sait pas si ce sont deux fours distincts ou en batterie.
Le sud de la parcelle a livré six fours de la période tibérienne qui semblent s'être succédé les uns aux autres sur une période assez courte ; beaucoup se recoupent. Leur fond est la seule partie conservée. Construits sur un sol sableux, leurs parois sont en argile montée sur une base de tuiles et de briques. Pour l'un d'eux, on voit encore la trace des trois piliers qui soutenaient la sole. Un autre de ces fours aurait été comblé rapidement au début du Ier siècle ; son remplissage contient des résidus de fabrication (moules brisés, ratés de fabrication) incluant une série de céramiques inconnues jusqu'alors (dont des sigillées et des gobelets de type ACO) et des modèles que l'on pensait être fabriqués ailleurs qu'à Lezoux. Cette série a fourni 24 estampilles, pour la plupart nouvelles ; l'une d'elles imite une monnaie à l'effigie de l'empereur Tibère.
Un autre four découvert plus au nord, mal conservé, semble avoir fonctionné conjointement à cet ensemble.
Dans un contexte archéologique daté du Ier siècle, ce site a livré des éléments de fours à tubulures, dont la fosse (F 189) contenant aussi du mobilier tibérien (14 à 37) ; et la fosse (GIR.86 C16) avec du matériel du milieu du Ier siècle. Un autre élément de tubulure (no 6) provient d'un four octogonal arasé (F 143) avec canal de chauffe de 1,80 m de long sur 30 cm de large). Il est associé à quelques tessons de sigillée claudiens (41 à 54). Deux autres fours (F 204, pré-flavien donc avant l'an 69, et F 101) ont livré d'autres fragments de tubulures, moins bien conservés.
Deux éléments (nos 1 et 3) de tubulures portent des graffites exécutés avant cuisson : GIVR (no 1) ; et un R avec une ligature le rattachant à une lettre incomplèe (no 2).
Ce site a aussi livré des fragments de cylindres à pâte fine, bien cuite, de 16 cm de diamètre et de moins de 1 cm d'épaisseur (fosses des fours F 189 et F 250).
La paroi interne du laboratoire du four (F 143) était tapissée de demi-cylindres, striés pour améliorer l'adhérence du placage d'argile qui les recouvrait ; le même système se présente dans d'autres endroits à Lezoux même, et à Colchester (Angleterre), Heiligenberg (Bas-Rhin) et Luxeuil (Haute-Saône). Un tuyau de 21 cm de hauteur pour 8 cm de diamètre est marqué d'un graffite indéchiffrable gravé avant cuisson ; deux fragments de tuyaux portent le graffite ORANTIXUS sur l'un et la terminaison …IXUS sur l'autre. Ce four a livré des cruches blanches, des gobelets de type « Mathonnière », et des sigillées dont plusieurs fragments de Drag. 29 signés TITOS et de nombreuses pièces portant la signature ORANTIX, très fréquente sur des assiettes, coupes et bols Drag. 29.
Le même nom sur les tubulures et sur de la sigillée (du Ier siècle) associée confirme l'utilisation de ces tubulures dans un four du Ier siècle utilisé pour la cuisson de sigillées à vernis non-grésé.
Certaines tubulures de ce terrain se trouvaient près d'un four rectangulaire à double alandier, de plus grande contenance que qu'un petit four circulaire.
La commune a acquis depuis les années 2000 un certain nombre de terrains de la Z.A.C. de l'Enclos et sur le Rincé. Faute de moyens financiers, Ph. Bet a mis en place en 2013 comme mesure de protection des fouilles un géotextile recouvert d'une épaisse couche de sable en attendant la mise en valeur du site.

#### Lasteyras
Cet atelier, situé sur une parcelle de 2 000 m2 jouxtant le côté nord de l'actuelle Z.A.C. de l'Enclos, fait partie du groupe Saint-Taurin. En 1965-1967 il a livré de nombreux fours de potiers, dont un petit four ovale du milieu du Ier siècle et un « four-canal » de la seconde moitié du IIe siècle.
Un de ses potiers du IIe siècle est Aventinus II, avec son estampille « AVENTINI.M » dont un exemplaire sur Drag. 33 et sept exemplaires sur Lez. 54, trouvées à Lezoux. Dans d'autres lieux, elle se retrouve principalement sur ces deux mêmes formes : séries Drag. 18/31 et Drag. 31 (Lez. 54 à 56), et Drag. 33. Quelques pièces marquées de son estampille se retrouvent dans les niveaux de destruction de la guerre contre les Marcomans et Sarmates de Pannonie (166-180).
Chaque année de fouille sur ce terrain, comme sur le terrain Audouart, a livré des tombes d'enfants très jeunes, parfois mort-nés.

#### Site de la gendarmerie
Ce site a été révélé lors de la construction d'une gendarmerie vers 1977, dans le secteur de l'Enclos. Il fait partie du groupe Saint-Taurin, dont il a livré 25 % des pièces découvertes et presque 17 % du total des pièces sur Lezoux.
Les travaux de cette construction ont mis au jour deux fours de potiers : l'un circulaire ; l'autre, de très grande taille, rectangulaire et dont le dépotoir a livré de nombreux tessons de sigillée de la deuxième moitié du IIe siècle, et quelques-uns du IVe siècle.
Les déblais de destruction d'un four des IIe et IIIe siècles (peut-être l'un des deux fours ci-mentionnés) livrent plusieurs fragments de tubulures de fours, et des résidus de céramiques du Ier siècle dont des gobelets de type « Mathonnière ». Un élément de four ramassé sur le site lors de la construction de la gendarmerie des années 1970 porte le nom de Iullinus (« IVLLINI »), potier du site des Saint-Jean.
Les tubulures des sites de la Z.A.C. de l'Enclos et de la gendarmerie sont distinctes de celles des IIe et IIIe siècles : les parois sont plus minces (de 5 à 8 mm) et elles sont de petit diamètre : le plus souvent inférieur à 10 cm, voire de seulement 7 cm pour le tube no 3 ; elles se rétrécissent dans leur partie supérieure afin de pouvoir s'emboiter les unes dans les autres, ce qui leur donne une extrémité d'un diamètre de 5 à 8 cm aminci sur environ 1 à 3 cm de longueur. L'une de ces tubulures (no 1) est complète, avec une longueur totale de 20,2 cm ; une autre tubulure (no 2) est incomplète mais sa longueur peut s'estimer entre 16 et 17 cm. La couleur beige de leur pâte assez fine les distingue également de leurs homologues du IIe siècle, ces dernières étant rouges et contenant un fort pourcentage de dégraissant.

#### Saint-Jean
Le faubourg des Saint-Jean est à 600 m au sud-ouest du centre-ville, de part et d'autre de la déviation. C'est une extension du groupe Saint-Taurin. Ce groupe d'ateliers a livré plusieurs fours, constructions et dépotoirs du IIe siècle. Une soixantaine de potiers y sont associés.
L'un de ses potiers est Iullinus, avec son estampille « IVLLINI » à Lezoux dont un exemplaire sur Drag. 33, en lettres rondes, et sur Lez. 54 et des pièces du service Lez. 31/32. Mais on la retrouve aussi sur un élément de four du site de l'ancienne gendarmerie, secteur de l'Enclos.
Autre potier : Senea, estampille « SENII[A].M » à Lezoux dont un exemplaire sur coupelle Drag. 33 du quartier des Saint-Jean et 6 exemplaires sur Lez. 54. On la trouve très nombreuse en d'autres lieux que Lezoux sous la forme Senea (Senija) ?, principalement sur des Drag. 33 et très peu sur assiette Drag. 18/31 ; elle a entre autres été trouvée dans les niveaux d'incendie des sites de Brigetio (hu) et Gorsium (hu) (Tác, Hongrie) qui peuvent être liés au conflit opposant alors l'armée romaine aux Marcomans (177 / 178). L'estampille SENIIA.F se trouve sur le bandeau supérieur d'un Drag. 37 comportant un décor du groupe stylistique de Quintilianus, une pièce trouvée au vicus de Castleford et datée des années 125 à 150 (Dickinson & Hartley). Chronologie proposée pour ce potier : 135-170, avec l'estampille Senea pour les années 150-170.
Il s'y trouve une nécropole à incinération gallo-romaine et une de sépultures plus tardies. Deux tombes aux parures exceptionnelles y ont été trouvées (voir la section « Cimetière des Saint-Jean »).
Les restes d'un bâtiment antique, avec un sol en mortier, ont livré de nombreux éléments de sigillées et de moules. Le niveau de démolition qui recouvre le tout contient deux tombes à inhumations de la fin de l'Antiquité. Une cave en torchis y est bâtie durant le Moyen Âge ; elle est incendiée au XIIIe siècle.

### Ligonne
Ligonne, le plus au nord, est le premier site découvert témoin de l'activité des potiers antiques. Situé au pied d'une colline, il rassemble au IIe siècle une centaine de potiers,.
Une partie des ateliers a recouvert les bâtiments d'une villa rurale (exploitation agricole) du Ier siècle, ce qui suggère que la production céramique a pris là une place prépondérante. M. de Blanval, puis A. Plicque, y auraient découvert un temple dédié à Apollon.

### Route de Maringues
Ce groupe d'ateliers se trouve de part et d'autre de la D.223 vers le nord. C'est probablement le groupe qui a le plus souffert du fait des collectionneurs passés et plus récents.
Son activité s'étendrait du Ier au IIIe siècle, avec 120 potiers rattachés dont 13 pré-flaviens (avant 69), incluant des noms de potiers prestigieux comme Atepomarus et Libertus.
H. Vertet y trouve en 1963 un four du Ier siècle, et J. Martin un four tibérien.
Une grande statue en arkose de 2,50 m représentant Mercure a été trouvée, semble-t-il, dans la partie nord-ouest du site (la trouvaille date du début du XXe siècle et les détails du site n'ont pas été notés), ce qui indique peut-être (mais sans aucune certitude) la présence d'un temple dédié à ce dieu. Le personnage barbu de cette statue massive est encapuchonné du chaud manteau gaulois ; il est posé bien d'aplomb sur ses deux pieds (de nombreuses statues de Mercure le représentent souvent en équilibre dans une position de mouvement, et généralement imberbe). Une inscription sur sa poitrine dit en latin : « A Mercure Auguste » ; une autre dans le dos dit en gaulois : « Apronios a dédié ceci à Esus ». Cette statue se trouve au Musée d'Archéologie nationale (MAN) de Saint-Germain-en-Laye,,.

#### Moulin à Vent
Le site du Moulin à Vent inclut le terrain Chalard, le terrain Cohade et le terrain Mathonnière, le site de Moricaut.
Terrain Chalard
Des observations en 1970-1971 à l'angle est de la maison du terrain Chalard décourent un niveau contenant des tuiles, de la brique et des céramiques très fragmentées du IIe siècle ; le tout interprété comme un dépotoir installé sur une « carrière d'argile » antique.
Terrain Cohade
Sur le terrain Cohade, des observations sont faites de 1968 à 1971 mais le fonds Hugues Vertet du musée ne contient des documents que pour l'année 1971. Quatre dépotoirs sont relevés lors du creusement d'une tranchée d'adduction d'eau en 1971, dont deux sont fouillés. La sigillée qu'ils contiennent les date du début et de la fin du IIe siècle. Le plus ancien de ces deux dépotoirs a été observé seulement en coupe. Le plus récent est une fosse creusée dans l'argile et le sable sur deux mètres de long ; il a fourni des débris de four, des supports de cuisson, des colifichets, et des sigillées dont de nombreuses sont estampillées LAXTUCISSA et ASIATICI.

#### Terrain Mathonnière
Il fait partie du groupe de la route de Maringues. Une maison y est construite et un verger planté entre 1963 et 1965. À cette occasion, Gabriel Fournier réalise de petits sondages et diverses observations. En 1963, il constate la présence d'un four de potier, de vestiges d'un bâtiment du Ier siècle et de niveaux attribués au IIe siècle ; un dépotoir livre aussi une dizaine de kilos de vestiges de cruches à pâte rose et engobe blanc. En 1964 sont mis au jour un ensemble céramique de la fin du Ier début IIe siècle, des vases du IIe siècle et des moulures architecturales en argile cuite et engobe blanc. En 1965, l'aménagement de l'entrée du garage de la maison et le creusement de la tranchée d'adduction de gaz amènent la découverte de deux murs, de débris de fours de potiers et de diverses céramiques, dont certaines du Ier siècle : cruches à engobe blanc, moules de Drag. 29 à décor en rinceaux et bouteilles à engobe blanc décorées à l'éponge. Autre découverte : une fosse délimitée par des tuiles posées en oblique, contenant un ensemble céramique du premier tiers du IIe siècle : vases à guillochis, céramiques à parois fines engobées et à décor en épingles.

### Les Plantades
Un enfant en âge périnatal est inhumé dans un coffre de bois protégé par un coffre de tuiles (tegulae).

### Groupe d'Ocher
Le groupe des ateliers d'Ocher se trouve à 2,6 km au sud de Lezoux, sur la route de Moissat (D229). Il est connu uniquement par les travaux de Roger Pinel et quelques prospections effectuées en 1976-1977. Produisant très certainement de la sigillée, ce groupe n'a révélé que quatre noms de potiers, dont un sur un accessoire d'enfournement.

### Serve d'Hervier
La Serve d'Hervier est un groupement de maisons à 2 km du centre-ville au bout de l'avenue du Général de Gaulle (route de Bulhon) vers le nord. Son activité est datée du troisième quart du IIe siècle. Ses potiers fabriquent entre autres la forme Lez. 32 (équivalent de la forme Walt. 79), qui fait partie d'un service apparaissant au milieu du IIe siècle, associant assiette/plat et coupelle.

### Terrain Audouart
Le terrain Audouart est nommé d'après son propriétaire, qui en 1963 a autorisé les fouilles de H. Vertet. Il est devenu peu après la propriété de M. Gagnadre, qui a lui aussi autorisé la continuation des fouilles. Cet endroit a ainsi été fouillé au moins jusqu'en 1967 ; mais ce travail n'a pu avoir lieu qu'au printemps car les chaleurs de l'été rendent trop dure la terre, composée essentiellement d'argile très sableuse.
L'atelier s'étend au-delà de la parcelle prêtée aux fouilles, comme le montrent les tessons qui parsèment les environs immédiats ; mais cette parcelle étudiée contient l'essentiel des installations d'un atelier fonctionnel, dont une salle de séchage chauffée par le sol et les murs (trouvée en 1964), accolée à un atelier muni d'un dolium et d'évacuations d'eau.
- Installations pré-datant l'atelier

Un enclos de plan irrégulier du Ier siècle est entouré d'un fossé. Il contient de la céramique commune, les pièces les plus anciennes étant datées de Tibère (14-37) ou de Claude (41-54). Un petit bâtiment de 3 × 3 m partiellement enterré est construit en briques et en tuiles jusqu'au niveau du sol de l'époque, et continué en hauteur par des murs de pisé. De cette couche archéologique, les fouilles ont mis au jour une occupation domestique avec des ossements d'animaux, du charbon de bois, des tessons de poterie incrustés de suie. Le terrain faisait alors partie d'une exploitation agricole ; par endroits il a été creusé pour extraire du sable. Une tombe de l'époque de Trajan (98-117) est rattachée à ce bâtiment ; elle a livré une lampe fabriquée localement, un petit biberon, deux petits pots et une clochette de bronze - mobilier qui indique une tombe d'enfant.
Au IIe siècle le bâtiment est détruit et comblé, vraisemblablement quand les potiers viennent occuper le terrain. Le remblai est fait de tessons du IIe siècle par-dessus les murs du Ier siècle.
Le bâtiment de bois mis au jour en 1964 est confirmé en 1967 comme datant de l'époque d'Hadrien (117-138), donc de la première période de l'atelier.
- Four bien conservé

Toujours en 1967, un four circulaire est découvert du côté Est du bâtiment, en meilleur état que la plupart des autres fours de Lezoux, car il a été construit partiellement enterré sur 65 cm dans le sol naturel. Il est construit en briques et en tuiles d'environ 3 cm d'épaisseur et 12 à 20 cm de côté. Son diamètre intérieur est de 1 m. La sole est soutenue par deux carreaux en argile cuite enfoncés dans le sol de la chambre à feu. La sole, faite de tuiles, semble avoir été amovible ; ces tuiles laissent passer les flammes par des encoches qui, une fois mises face à face, forment des évents de 5 cm de diamètre. L'ouverture de l'alandier a été retrouvée bouchée avec une tuile à rebord maçonnée avec de l'argile et maintenue par un amoncellement de débris ; ce qui implique que la combustion de la dernière fournée est une combustion réductrice (contact du feu - et des gaz de chauffe - avec les poteries pendant la cuisson). À l'appui de cette déduction, des pots à vernis noir ont été trouvés dans les cendres, certains moulés, d'autres avec des lignes faites à la barbotine ; et des gobelets à vernis noir et décor « peau de crapaud ».
Le remblai du trou de chauffe a fourni des sigillées , dont des fragments de vase Drag. 37, un tesson de forme Drag. 29, le tout dans le style de BYRRANTVS qui a probablement aussi fabriqué les vases moulés à vernis noir. Il contenait également beaucoup de poterie commune dont des cruches à engobe blanc, attribuée à l'époque d'Hadrien.
À côté du four se trouve une aire dallée de tuiles à rebord, qui a pu servir à empiler les pots au sortir du four ; mais curieusement, les tuiles sont posées avec le revers en surface et non contre le sol. La fondation d'un mur construit plus tard coupe cette aire.
- Fosses

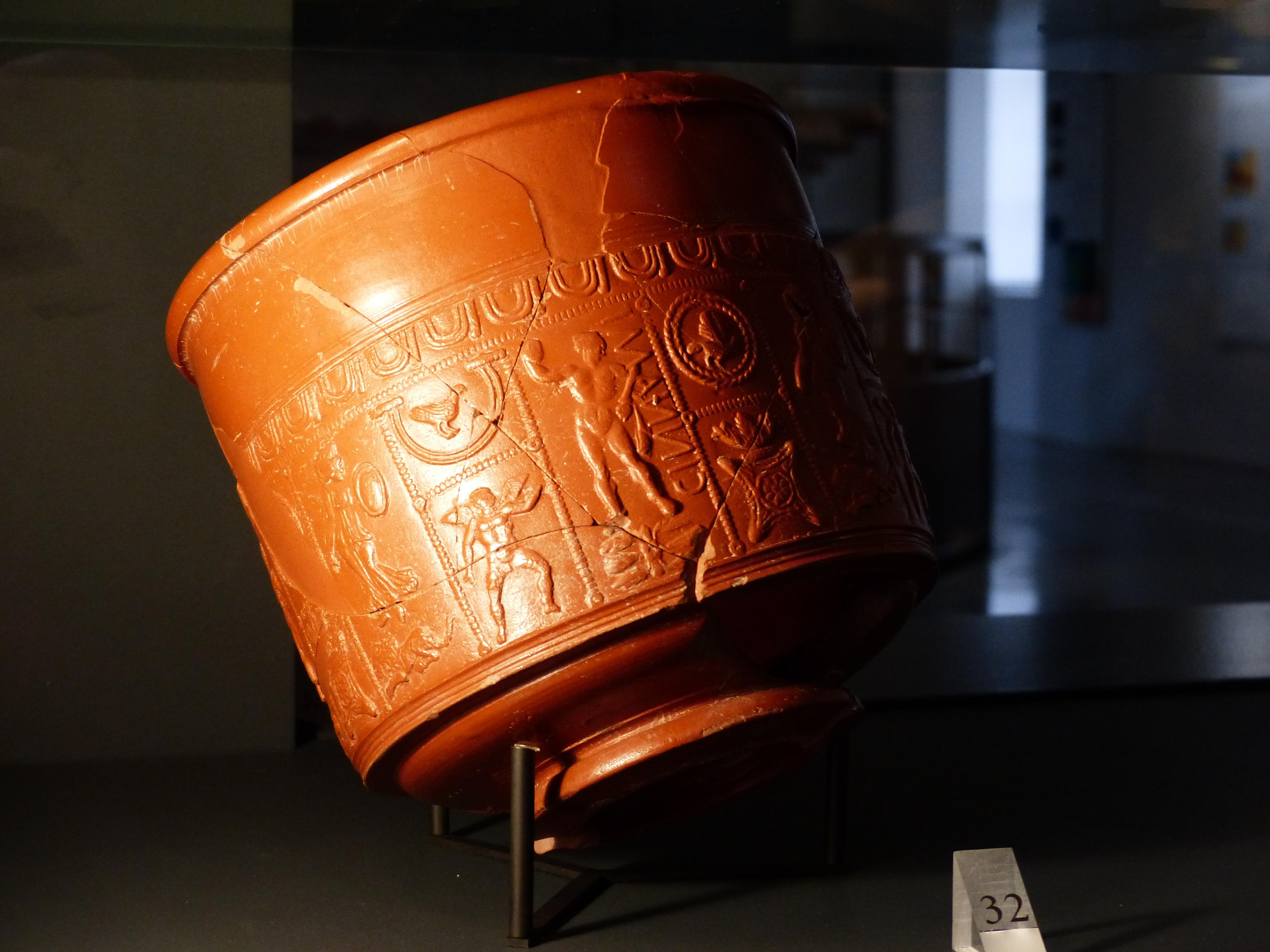
Sigillée Drag. 30,
Musée de la Céramique de Lezoux

Du côté Est de cette aire se trouve une grande fosse servant à préparer l'argile ; elle en contenait encore, y compris de l'argile verdâtre dans trois petits trous au fond de la fosse. Sa partie supérieure est remplie des mêmes tessons que le trou de chauffe du four, dont de nombreuses poteries décorées dans le style de BYRRANTUS. Parmi une belle série de moules pour vases Drag. 30, Drag. 37 et Déch. 68, plusieurs portent les signatures de BYRRANTUS avant et après cuisson.
Une grande fosse à sable et à argile découverte et partiellement fouillée en 1964 a été comblée avec des tessons dont les plus récents remontent à environ 140 apr. J.-C..
Au sud de la tombe de l'époque trajane, un dallage de tuiles avec leur rebord tourné vers le haut est entouré de tuiles posées sur chant. Seuls quelques tessons subsistent de ces parois, datées du début ou du milieu de la période des Antonins (96-192). Le tout forme une cuve de faible profondeur. Elle a été remblayée avec de l'argile jaune contenant une grande quantité de tessons de vases et de moules provenant du groupe des potiers CERIALIS et PAVLVS.
Dans d'autres fosses de ce site, des associations de groupes de tessons établissent des relations entre les potiers ASTRVS, DRVSVS et quelques autres potiers bien connus, ainsi qu'avec des potiers anonymes que ces trouvailles permettent de situer chronologiquement. Une petite fosse bordée de tuiles placées verticalement a livré une meule qui a pu servir à moudre de l'argile séchée ou à broyer des composants pour fabriquer du vernis.
- Deuxième four

Un four du début de l'époque des Antonins (96-192) se trouve à quelques dizaines de mètres au sud de la fosse avec la meule.
- L'eau sur l'atelier du terrain Audouard

Un puits (no 1) bien maçonné de pierres sèches, d'au moins 10 m de profondeur, date lui aussi du début de l'époque des Antonins. Sa réserve d'eau est augmentée par l'arrivée d'un captage fait de longs tuyaux (environ 3 m de longueur), venant du nord (vers Ligonne). Plusieurs sondages au bord de la route moderne n'ont pas permis de retrouver la continuation de cette canalisation au-delà du chemin antique ; plus loin elle a disparu sous l'effet des charrois et rechargements de la chaussée. Le remblai de sa tranchée contient des tessons datant de l'époque antonine. Les tuyaux du captage ont probablement été fabriqués à un endroit spécialisé dans les dolia, tuiles, briques et autres matériaux de construction. Une tuille estampillée laisse penser qu'il existait de telles installations à côté des poteries.
Près du puits, la canalisation est enterrée à 1,30 m sous la surface du sol antique, avec une pente de 2,5 % qui s'accentue brusquement à l'abord immédiat du puits. De plus elle n'a pas été originellement dirigée vers ce puits, puisqu'elle présente un coude pour rejoindre la paroi du puits et que son débouché dans le puits est inclus dans la paroi du puits. Ce dernier aurait donc été construit après l'installation de la canalisation et raccordé à celle-ci au moment de sa construction.
Une première approche du comblement de ce puits a livré le rouleau en bois du treuil, des poutres et des chevrons, et des tessons de céramique : mais en 1968 il n'a pas été possible de le fouiller plus avant, à cause de la montée d'eau trop rapide.
Un puits (no 2) a été creusé dans le comblement de la grande fosse à sable et à argile découverte en 1964 ; il a probablement été creusé peu après l'an 140. En 1967 il n'a toujours pas été exploré entièrement mais a déjà livré des vestiges intéressants en sus des tessons, notamment de grandes quantités d'ossements de gros animaux (bœufs, chevaux), des éléments de fours et, curieusement, des éléments d'architecture en pierre : gros bloc épanelé, pierres de taille rectangulaires et cubiques, placage de marbre, portion de colonnette en marbre, placages en terre cuite moulée, antéfixe décoré d'une tête de gorgoneion. Bien que de si grosses pièces n'aient pas dû être transportées sur une grande distance, la parcelle explorée ne porte pas de vestiges d'une construction correspondante (et les terrains attenants n'ont pas pu être explorés).
En conclusion, vers le milieu du IIe siècle le besoin d'eau s'est accru pour l'atelier et au moins deux puits ont été creusés à cette époque. Ils ont été comblés quelque cinquante ans plus tard, en même temps que la destruction d'un riche bâtiment voisin et d'un grand nombre de têtes de bétail.
- Routes

Un chemin passait déjà au nord de l'atelier. Une première chaussée, mince couche de gravier et petits cailloux ronds, est posée directement sur le sol. Elle contient des tessons du Ier siècle. Une deuxième chaussée est installée par-dessus, légèrement décalée vers le nord. Une troisième chaussée contient des tessons de l'époque d'Hadrien et aurait été construite à l'époque des Antonins. Son premier tracé incluait un élargissement en face des ateliers, côté sud ; il a plus tard été recouvert par des apports de terre, ce qui a placé la chaussée en contrebas de cette petite esplanade : la chaussée formait un chemin creux, à talus obliques grossièrement retenus par quelques pierres sèches étagées.
Le chemin actuel longe le tracé du chemin antique, passant à quelques mètres au nord de ce dernier.

### Groupe du Theix et des Fromentaux
Le Theix, ou le Teix sur le plan cadastral, et les Fromentaux, se trouvent à 3 km au nord-est du centre-ville de Lezoux. Ce groupe y couvre une superficie d'environ quinze hectares. Contrairement à la plupart des autres ateliers qui sont sur des terrains sablonneux, il est situé sur un terrain argileux et qui plus est très acide, ce qui a endommagé les céramiques. Il n'a livré aucun nom de potier certain ; il semble être spécialisé dans la fabrication de tuiles, de briques et d'éléments de colonne ; il a aussi produit des poteries grossières.
En septembre 1978, une vue aérienne de cet ensemble a été obtenue, la seule (jusqu'à au moins 1989) disponible pour un groupe d'ateliers à Lezoux.

### Saint-Martin
Le groupe des ateliers de Saint-Martin était vraisemblablement orienté principalement sur la fabrication de poterie commune à partir du dernier quart du Ier siècle apr. J.-C..

### Saint-Rome
Saint-Rome est un lieu-dit au sud de Brioux, sur la route de Culhat (D 20), le long d'un chemin que R. Pinel donne pour la voie menant aux portes de l'Allier. Plusieurs accessoires d'enfournement ont été retrouvés, ce qui indique la présence d'un atelier de poterie au milieu d'un habitat antique dense.

## Histoire des ateliers

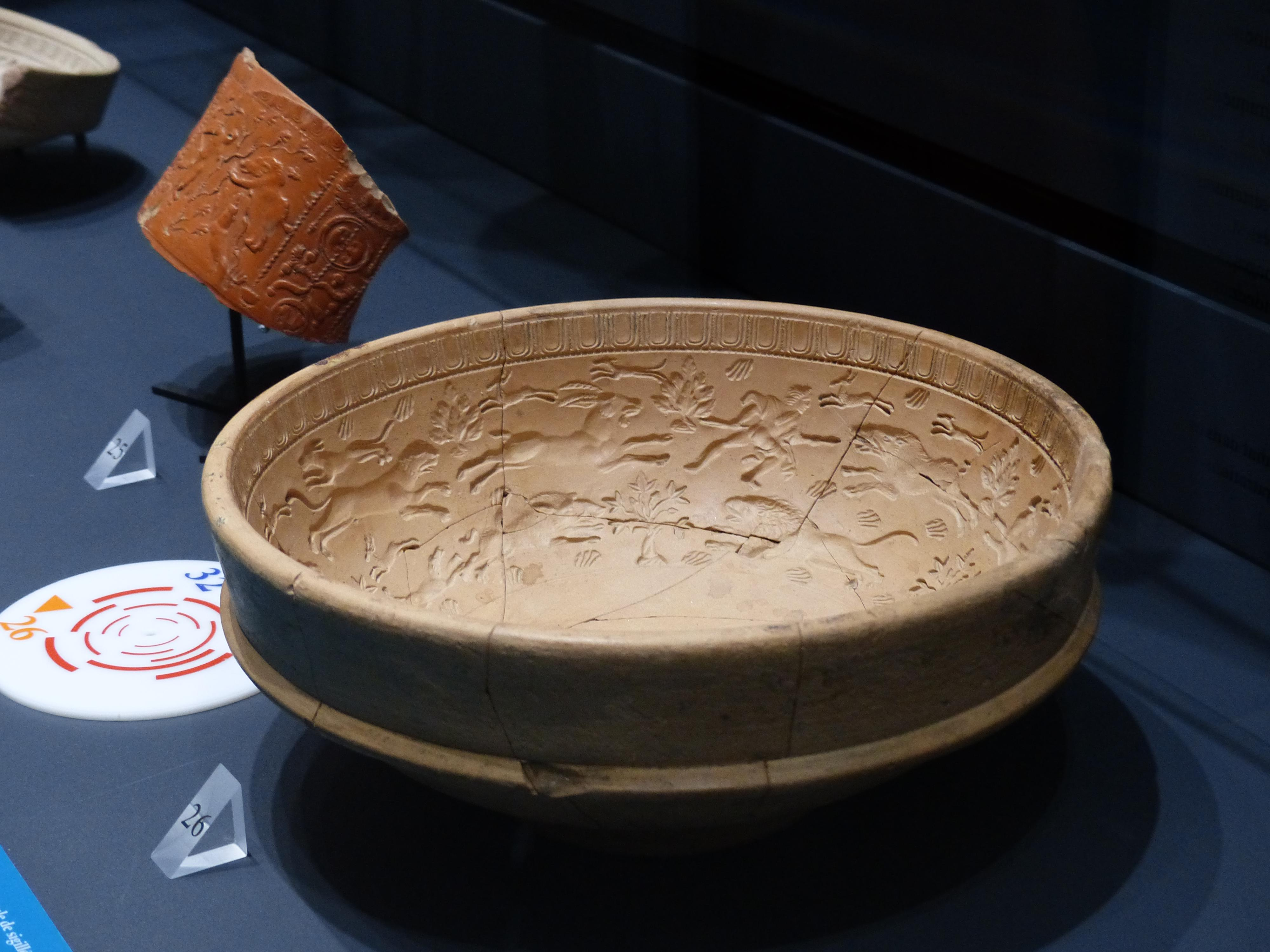
Moule de Drag. 37,
Musée de la Céramique de Lezoux

Dans sa période précoce, Lezoux est l'un des relais de l'expansion de la sigillée en Gaule.
Vers la fin du deuxième quart du Ier siècle la production de la sigillée cesse presque. La production reprend au début du IIe siècle sous les Flaviens, probablement par l'action de grands commerçants. Les formes et les décors sont renouvelés et les techniques changent drastiquement, notamment avec le choix de l'argile qui devient calcaire et permet d'obtenir des vases avec un engobe étanche. Lezoux voit alors une phase de très grande expansion et devient le plus gros atelier de Gaule, et de l'Empire romain. Les productions de Lezoux sont massivement exportées durant tout le IIe siècle et le début du IIIe siècle, surtout pour sa sigillée qui occupe la part principale du marché.
La production régresse dans le courant du IIIe siècle : la qualité s'amoindrit et les grandes exportations cessent. Les dernières coupes sigillées moulées (forme Drag. 37) de Lezoux sont fabriquées au début du Ve siècle.

### État des lieux avant leIersiècle
Un four de l'âge du bronze, seul four protohistorique connu à Lezoux, a été vu près de Culhat à 8 km de Lezoux, avant qu'il ne soit détruit par les travaux de construction de l'autoroute B71. Mais une implantation humaine à l'époque de la Tène (tombes, fonds de cabanes, drains) laisse supposer qu'il y a eu quelque production de céramique à cette époque. En effet, de petits ateliers de potiers existaient à peu près partout, autant dans les villes que dans les campagnes quelque peu habitées. Le groupe Saint-Taurin a commencé son activité à l'époque de la Tène.
Pour autant, ni Lezoux ni les autres grands centres de fabrication de poterie gallo-romains ne s'installent dans tel ou tel lieu avec l'idée de poursuivre une quelconque tradition celtique locale : dans la majorité des cas, les nouveaux ateliers se créent sur un terrain vierge de toute activité de poterie. L'exemple de Lezoux sur ce point est significatif : avant son extraordinaire développement de l'activité céramique des Ier et IIe siècles, il n'existait à Lezoux qu'un seul petit atelier antérieur à notre ère ; et aucun atelier postérieur ne s'est installé sur son site bien que les ateliers gallo-romains se superposent les uns sur les autres dans ses alentours,. Ce qui amène la question épineuse du choix des lieux d'implantation de ces grands ateliers, à Lezoux et ailleurs ; et au-delà, celle des considérations socio-économiques qui entourent ces établissements.

### Choix des lieux: l'implantation des ateliers
Nous venons de voir que les grands ateliers gallo-romains ne s'installent pas sur des ateliers antérieurs.
Selon H. Vertet (1990), ils ne s'installent pas non plus en fonction de la proximité de gisements d'argile particulière : celle utilisée dans ces grands ateliers est la même argile non-calcaire utilisée dans les ateliers de la Tène, et les ateliers ne changent pas de place lorsqu'ils commencent à utiliser au IIe siècle une argile riche en calcaire, ni quand ils reviennent au IVe siècle à l'argile non-calcaire,.
H. Vertet remarque que les ateliers à Lezoux (et dans d'autres sites de production importants) s'installent souvent sur des lieux occupés par des constructions autres que des ateliers. Ainsi à Mon Repos les potiers s'installent sur le lieu d'une maison rasée, avec une cave comblée de gravats et de déchets de cuisson ; à Lasteyras, sur une maison rasée ; à Audouart, sur une petite construction rasée entourée d'un fossé nivelé ; (de même à l'atelier de Saint-Bonnet, sur Yzeure, les déblais incluent de nombreux morceaux de fresques et le pied-droit d'un four comporte un morceau de colonne).
À côté de ces signes de richesse, des sépultures des Ier, IIe et IVe siècles se trouvent entre les fours, dans les fours abandonnés et dans les dépotoirs ; elles contiennent des vestiges d'adultes mais plus souvent de jeunes enfants. Ces faits tendent à indiquer une propriété permanente des terrains.
Mais alors, qui a fourni l'argent nécessaire à ces achats ? Vraisemblablement pas les artisans. Les cabanes d'habitation à Lezoux ne comportent aucun signe de richesse, les tombes sont pauvres en matériel. Même s'il existe plusieurs niveaux sociaux parmi la main-d'œuve, il n'y a pas de traces d'une population aisée. H. Vertet énonce la probabilité d'une prise en main de la production céramique par des agents extérieurs romains, pour tout le groupe d'ateliers de Gaule du centre. Le transfert de technologie depuis l'Italie vers la Gaule au début du Ier siècle ne semble pas être une initiative locale.
Il faut aussi noter que dès la mise en place des ateliers, la capacité de production dépasse largement les besoins locaux ; et que la technicité, ainsi que l'ampleur des moyens mis en œuvre et le grand nombre de potiers sont tout à fait hors normes.
Pour cette première phase de production, qui dure seulement une trentaine d'années environ, près de 120 potiers et une dizaine de décorateurs sont déjà identifiés en 1999. Cette naissance pratiquement ex nihilo d'une structure démarrant aussi soudainement indique presque certainement la volonté de riches negociatores d'implanter de grosses unités de production en vue de dominer le marché.

### Début des ateliers
Les ateliers débutent avec succès sous Tibère (14-37), puis subissent une récession jusqu'à l'époque flavienne (69-96). De nouveaux potiers et de nouvelles techniques relancent alors la poterie lézovienne qui atteint au IIe siècle un succès inégalé. L'épisode romain avec l'usurpateur Albinus (sous Septime Sévère) est probablement au moins en partie responsable de ce que les vestiges d'activité du IIIe siècle sont difficilement identifiables dans les fouilles ; cette époque voit vraisemblablement péricliter les ateliers de Lezoux. La seconde moitié du IVe siècle produit seulement des sigillées de qualité médiocre.
Avant la sigillée, sont produits des formes indigènes améliorées (argile plus fine, tour plus rapide, température de cuisson un peu plus élevée) et des gobelets de type ACO. Les surfaces sont noires, lustrées, ardoisées, micacées ou peintes. Au Ier siècle des fours à tubulures, normalement utilisés pour de la sigillée à vernis grésé, sont construits pour fabriquer de la sigillée non-grésée (voir plus haut le site de la Z.A.C. de l'Enclos). Comme ce type de construction engendre un surcoût sans pour autant être ici justifié quant au type de production, la question se pose sur la raison de ces constructions. A. Desbat suggère une simple imitation des fours utilisés en Gaule du sud, notamment à la Graufesenque. À cause du surcoût, cette pratique ne s'est pas généralisée.
Deux groupes d'ateliers produisent de la sigillée sous Tibère (14-37) et Claude (41-54) : Saint-Taurin et Maringues ; ce qui laisse supposer que l'influence d'Arezzo sur la Graufesenque est passée au moins en partie par Lezoux. J. Curle décrit des bols Drag. 29 fabriqués entre 40 et 75, portant des décors inspirés de ceux d'Arezzo. Noter cependant que l'imitation au Ier siècle des poteries italiennes se limite à leurs caractéristiques les plus voyantes ; par exemple, l'argile utilisée reste non calcaire (une caractéristique traditionnelle de Gaule) et le vernis, non grésé, est poreux.

### Mutation duIIesiècle
La production à grande échelle du IIe siècle amène une évolution importante des multiples aspects de la fabrication. On constate de nettes différences techniques entre les productions du Ier siècle et celle du IIe siècle :
Évolution des pâtes
Les pâtes, non calcaires ou faiblement calcaires au Ier siècle (moyenne 2% d'oxyde de calcium), deviennent calcaires au IIe siècle (moyenne 10% d'oxyde de calcium). Dans le même temps, les écarts-types (σ) pour les proportions des éléments composants diminuent ; par exemple l'écart-type pour le dioxyde de titane ou oxyde de titane(IV) (TiO2) passe de 12 à 4 ; celui pour l'oxyde de potassium (K2O) passe de 20 à 8 ; celui pour l'oxyde de calcium ou « chaux vive » (CaO) passe de 65 à 18.
Les méthodes sont simplifiées pour augmenter la productivité. L'argile est standardisée grâce à la construction de deux grandes cuves dallées de tuiles qui permettent de la travailler. L'une de ces cuves, d'une surface de 120 m2, pouvait contenir approximativement 32 m3 d'argile.
PH. Bet et H. Vertet donnent le résumé suivant des évolutions de la pâte :
• Productions tibériennes :
pâte jaune-clair, rose-pâle, saumon, chamois, gris-rose, blanche ;
engobe orange à rouge foncé, à l'aspect mat et parfois luisant, mais jamais brillant.
• Productions du milieu du Ier siècle :
pâte jaune-clair, jaune-rose, saumon ;
engobe jaune-orangé à rouge, à l'aspect mat, luisant et parfois brillant.
• Productions de la fin du Ier siècle et du début du IIe siècle :
pâte jaune ;
engobe orangé, à l'aspect brillant.
• Productions du IIe siècle (et sans doute tout début IIIe) :
pâte jaune, rose, saumon, rouge brique ;
engobe rouge, rouge-orangé à rouge foncé, à l'aspect principalement brillant à très brillant.
• Productions du IVe siècle :
pâte jaune, jaune-rose ;
engobe orangé, rouge, à l'aspect mat ou luisant.
Évolution du vernis
De non-grésé (c'est-à-dire très poreux, à dominance orangée) au Ier siècle, le vernis devient grésé (c'est-à-dire peu poreux, à dominance rouge) au IIe siècle ; il passe aussi d'une nature assez réfractaire à une nature non réfractaire.
Évolution de la température de cuisson
Elle passe d'une température moyenne (autour de 900 à 950 °C) à une température élevée (1 000 à 1 050 °C) ; ce qui ne dénote pas forcément un progrès, tant s'en faut. Car le degré de température nécessaire pour le frittage des pâtes dépend de la taille des particules d'argile : plus elles sont grosses, plus la température doit être élevée. Or la taille de ces particules dépend pour une bonne part de la qualité de sa préparation : pourrissage, défloculage, sédimentation, demandent de l'attention et surtout du temps. La production augmentant, la qualité de ces préparations diminue vraisemblablement. Donc la température doit être augmentée pour pouvoir fritter l'engobe. Résultat : en moins de trois siècles la température augmente de 150 °C.
Évolution du mode de cuisson
D'un mode réducteur-oxydant (mode A), on passe à un mode oxydant-oxydant (mode C) (lors de la cuisson, les pièces ne sont plus en contact direct avec le feu).
Évolution des fours
D'abord à flammes nues, les fours adoptent le système de tubulures et deviennent plus grands, ce qui permet de normaliser la cuisson. Ils sont aussi utilisables plus longtemps.
Évolution des formes

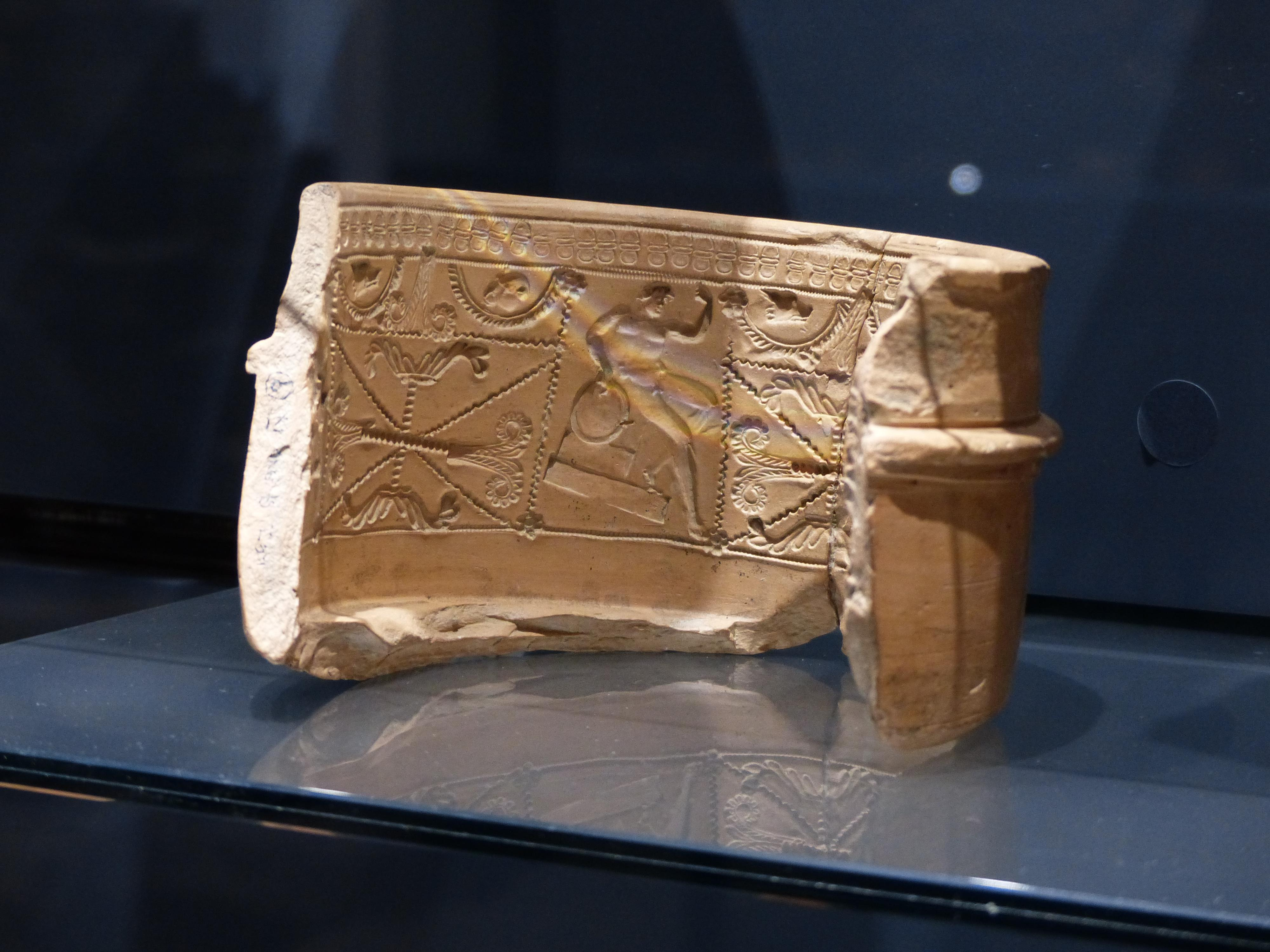
Moule de sigillée Drag. 30,
musée de la Céramique de Lezoux

Les formes lisses et décorées diminuent en nombre, mais la quantité et la diversité des bols et des coupes sont plus grandes au IIe siècle, de même que leur contenance.
Au Ier siècle les formes principales de sigillée décorée sont les Drag. 11, Drag. 29, f.m. 28, Hermet 15 et Déch. 57. (Voir l'article « Typologie de la céramique antique » pour les différentes formes de céramique.)
Au IIe siècle ce sont les Drag. 30, Drag. 37, Drag. 45, Déch. 64, Déch. 65, Déch. 66, Déch. 67, Déch. 68, Déch. 71, Déch. 72, f.m. 38 et f.m. 40. Au IVe siècle ce sont les Drag. 37, Drag. 45, DS.C.D. 1a et f.m. 83.
Pour la sigillée lisse, on a au Ier siècle une dominante de Ritterling 1, Ritt. 5, Ritt. 12, Ritt. 13, Dragendorff 15/17, Drag. 17, Drag. 18, Drag. 19, Drag. 24/25, Drag. 27, Drag. 35 et Drag. 36.
Au IIIe siècle ce sont les Drag. 24/25, Drag. 18/31, Drag. 27, Drag. 30, Drag. 33, Drag. 35/36, Drag. 37, Drag. 38, Drag. 40, Drag. 42, Drag. 43, Drag. 44, Drag. 46, Curie 15, Walter 79/80 et Ludowici Tg.
Et pour le IVe siècle on a les DS.C.D. 1a, 1b, 1c, 1d, 4a, 13a, 13b, 4b, 14 et 15.
Dans le même temps, les centres de production semblent se spécialiser. Alors qu'au Ier siècle les différents ateliers gaulois ont une production assez variée, au siècle suivant on voit l'atelier de Coulanges fabriquant pratiquement uniquement des jattes en terre blanche ; Lezoux, Terre-Franche et Lubié (près de Lapalisse) deviennent hautement spécialisés dans la sigillée….

### Déclin
Une longue phase de décadence s'amorce dans la deuxième moitié du IIIe siècle, mieux connue après les fouilles des années 1968-1970.
H. Vertet (1970) donne un classement de quatre catégories pour les céramiques du IVe siècle à Lezoux : des sigillées (DS.C.D) proches des sigillées luisantes, cuites (vernis imperméable rouge et traînées sombres virant au noir) ou peu cuites (vernis poreux orangé) ;
des céramiques grises (DS.C.C) enfumées, non vernies, de mêmes formes que les sigillées et que l'on retrouve dans les mêmes dépotoirs que ces dernières ;
et des céramiques badigeonnées d'une peinture minérale rouge à brune, soit sur fond oxydé (DS.C.H) soit sur fond d'engobe blanc (DS.C.F).
Les premières (DS.C.D) sont (pour le IVe siècle) notablement plus riches en chaux (5.5 % à 12 %) que les autres (maximum 2 % pour la plupart, jusqu'à 4 % pour certaines pièces), ce qui indique que la sigillée est dans le principe d'exécution encore associée à l'usage d'argile calcaire,. Le calcium engagé dans les tessons se retrouve presque toujours sous forme de combinaison complexe avec d'autres éléments constituants de l'argile.
La limite entre les céramiques calcaires et non calcaires est située à environ 7 %. Mais la proportion de calcaire diminue quelque peu dans la pâte employée,.
Autre caractéristique de cette période de décadence : les vernis redeviennent généralement poreux comme au Ier siècle ; et les pièces au vernis imperméable montrent des traînées sombres, ce qui indique une cuisson en atmosphère partiellement réductrice (contact des pièces avec le feu lors de la cuisson).
De toutes les formes moulées du IIe siècle, le IVe siècle ne conserve que la forme Drag. 37.

### Relations avec les autres ateliers
À partir du troisième quart du IIe siècle la plupart des ateliers des Martres-de-Veyre disparaissent, et les ateliers de Gueugnon et de Toulon-sur-Allier ne maintiennent plus avec Lezoux que des relations limitées à des outils de production spécifiques comme les moules de têtes de lion. Dans la deuxième moitié du IIe siècle et pour le IIIe siècle, les sites de Terre-Franche et de Lubié près de Lapalisse sont ceux avec lesquels Lezoux a le plus de relations. C'est aussi la période d'activité maximale des ateliers de Terre-Franche, qui voient leur plus grande production au IIe siècle, une prolongation de l'activité au IIIe siècle et une décroissance finale au IVe siècle ; la majorité des pièces y sont fabriquées pendant les règnes d'Hadrien et du début des Antonins, c'est-à-dire entre 117 et 198. Mais certaines des productions du Ier siècle à Terre-Franche portent déjà des décorations similaires à celles des productions arvernes du Ier et tout début IIe siècle, et notamment à celles de la première période d'activité de Lezoux.

### Après la grande époque…
Une activité potière persiste à Lezoux depuis le Moyen Âge jusqu'au XXe siècle, mais sans jamais retrouver l'ampleur et la spécificité des ateliers gallo-romains. Les céramiques du Moyen Âge n'utilisent aucune des deux catégories d'argile employées (calcaire ou non calcaire) à l'époque gallo-romaine.
Aux XIXe et XXe siècles, la manufacture Bompard fabrique grès et faïences, diffusés assez largement grâce au réseau des magasins « Galeries de l'Épargne » et à des commandes du ministère de la guerre. Didier Marty (poterie de la Croix des Rameaux, rue de la République), Annie Bernard (atelier du Tour de la Terre, avenue du Dr Corny) et Gérard Morla travaillent actuellement (en 1999) la céramique à Lezoux.

## Les fours
Selon Chalut (1971), plus de 300 fours auraient été retrouvés. 70 à 110 fours auraient été découverts au XVIIIe siècle ; le Dr Plicque en aurait découvert 160 à 200 au XIXe siècle. Bet et Vertet (1985) en indiquent « plus de 500 absolument certains et près de 300 probables », (quelques autres ont été découverts par la suite).
Le four F55, du IIIe siècle, est le plus grand four connu du monde romain avec celui de la Graufesenque (voir la section « Site de la Z.A.C. de l'Enclos », sous-section « Les fours »).
En 1983 ou 1984 le site de la Z.A.C. de l'Enclos a livré les premiers fours rectangulaires à sigillée connus au Ier siècle dans le groupe des ateliers de Gaule du centre.

Four reconstitué au musée de la céramique de Lezoux
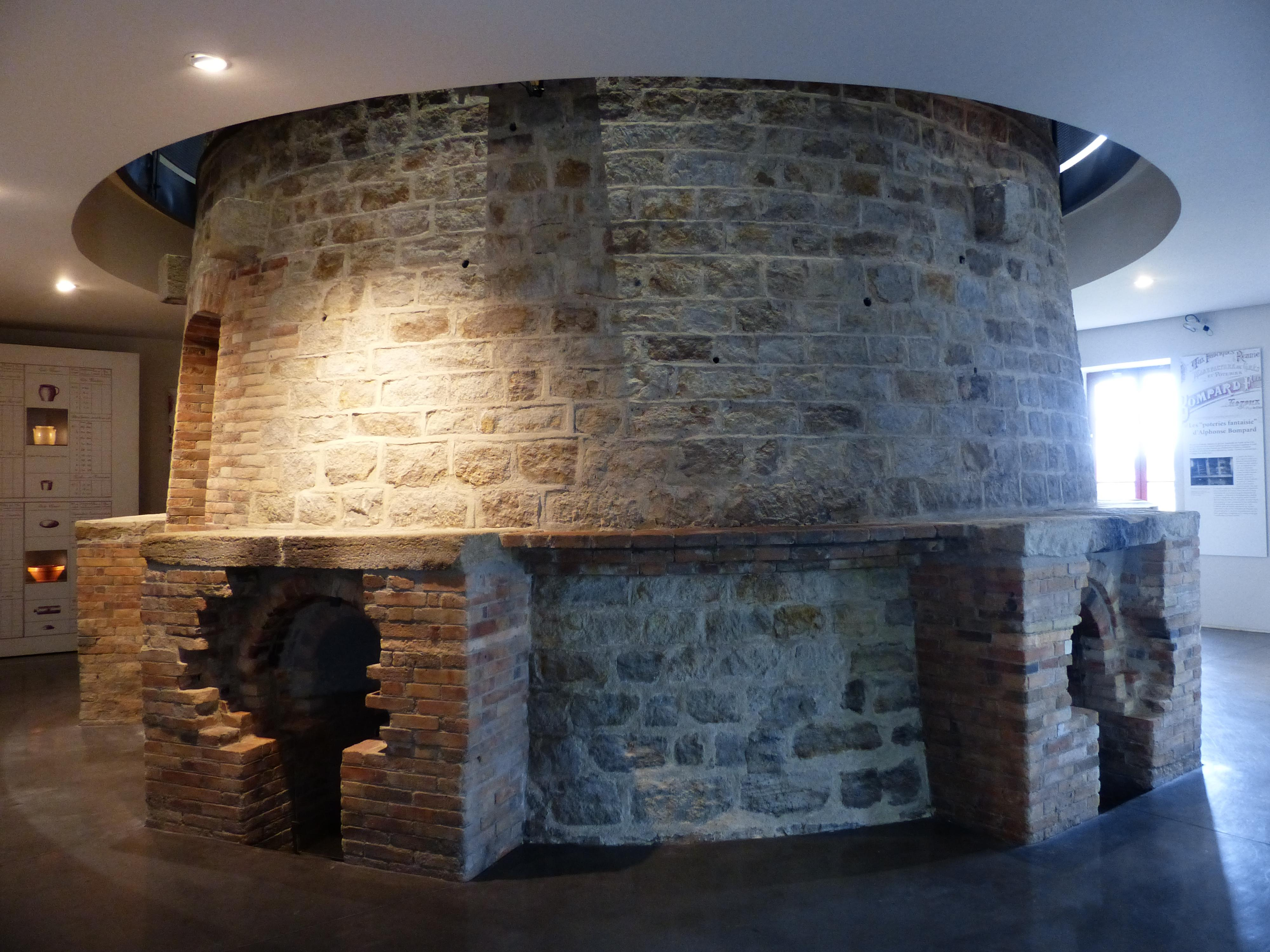
Bas du four
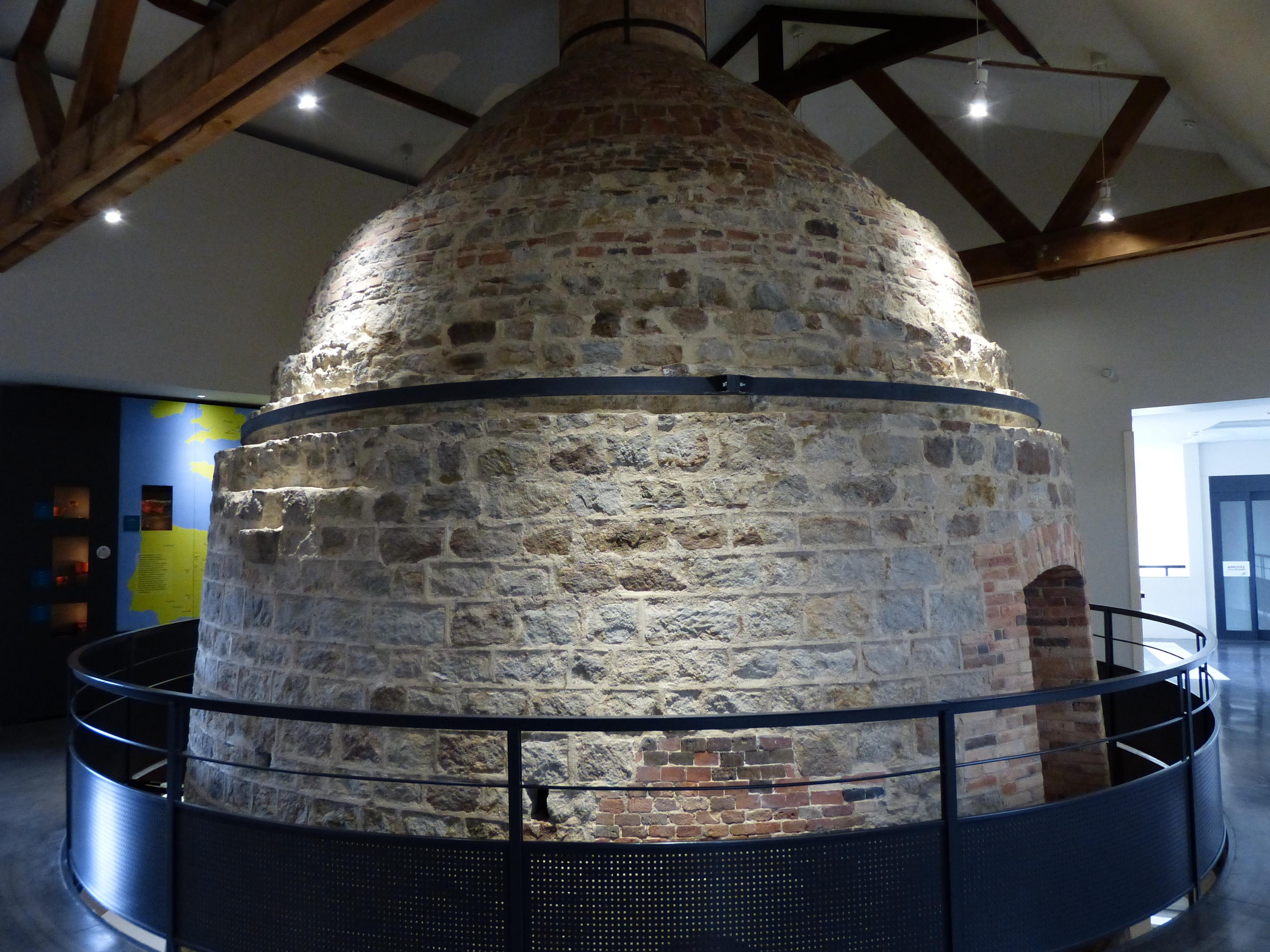
Haut du four
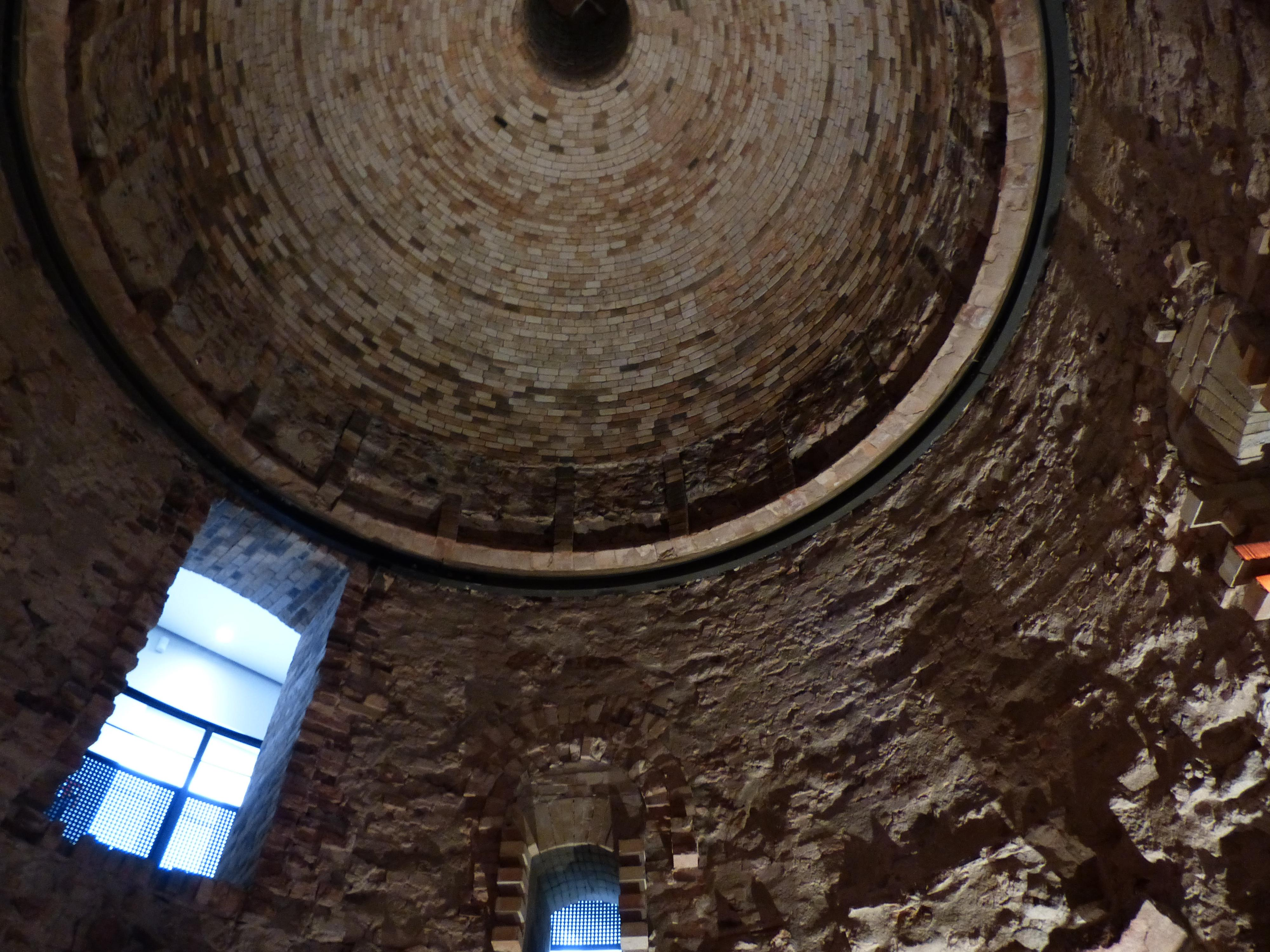
Intérieur du four

## Composition des argiles

### Comparaison des argiles d'ateliers principaux
Dans le groupe des ateliers de Gaule du centre, l'argile de Terre-Franche est la plus riche en chaux après celle de Toulon-sur-Allier ; mais celle de Lezoux est à peine moins riche en chaux, avoisinant elle aussi 10 % ; cette richesse en chaux est délibérée et correspond à l'adoption des normes techniques de la sigillée italique lorsque ces ateliers gaulois commencent la production massive de sigillée. C'est pourquoi ce critère ne suffit pas pour déterminer l'origine d'une céramique, non plus que des observations superficielles sur la composition des argiles utilisés dans les ateliers différents.
Une étude détaillée de la composition des sigillées de l'Occident romain a été réalisée vers 1970 par le laboratoire du C.E.R.G.R. de l'université Lyon-III. Huit composants ont été analysés pour des sigillées et des poteries communes :
- oxyde de calcium ou « chaux vive » (CaO)
- oxyde de fer(III) (Fe2O3)
- dioxyde de titane ou oxyde de titane(IV) (TiO2)
- oxyde de potassium (K2O)
- dioxyde de silicium (SiO2)
- alumine ou oxyde d'aluminium (Al2O3)
- oxyde de magnésium ou magnésie (MgO)
- oxyde de manganèse(II) ou monoxyde de manganèse (MnO)[147]

À Lezoux, les pourcentages de ces constituants montrent très peu d'écarts malgré une production considérable (et un nombre d'échantillons analysés lui aussi élevé). Ces variations minimes sont à comparer avec celles des productions d'autres ateliers. Pour l'atelier des Martres-de-Veyre, les pourcentages de composants varient un peu plus ; et pour Terre-Franche les proportions des composants varient considérablement, en particulier pour l'oxyde de calcium et le monoxyde de manganèse. Ces grandes variations correspondent à la diversité (hétérogénéité) de l'argile utilisée, et sont la cause des variations importantes de couleurs des pâtes des sigillées de Terre-Franche ; cette diversité des couleurs est encore accentuée par les inégalités de température des cuissons.

### Détermination du lieu d'origine
Pour déterminer le lieu d'origine d'une pièce céramique en contournant les difficultés posées par les similarités de dispersion des pourcentages des éléments constituants, M. Picon propose donc une analyse discriminante basée sur la variation moyenne (m) et l'écart-type (σ) pour chaque composant. Pour une pièce de céramique donnée, une comparaison est ensuite établie entre celle-ci et l'ensemble des éléments composant les productions de deux ateliers A et B, en calculant les densités de probabilité dA et dB de chacun de ces deux ateliers, à l'aide d'une équation matricielle. Ensuite les probabilités d'appartenance à l'un ou l'autre atelier sont déterminées par deux équations simples. Une courte série de formules permet donc de déterminer sans erreur la provenance d'une céramique sous réserve que la production globale des ateliers à comparer ait été préalablement analysée et les densités de probabilité respectives calculées pour les éléments composant leurs argiles.
Ainsi a-t-on pu déterminer que parmi les moules à sigillée signés CINNAMVS trouvés à Terre-Franche, certains avaient été produits à Lezoux comme l'indiquait leur style typique à Lezoux ; et d'autres, marqués de caractéristiques particulières, étaient des productions de Terre-Franche.

## La production
Selon Déchelette, le répertoire des décorations de Lezoux est à la fois différent et plus riche que celui de la Graufesenque ; de plus les sujets représentés sur les vases rutènes et plus généralement gaulois ne sont pas tirés des modèles arétins. La liste des types rencontrés exclusivement à Lezoux est presque quatre fois plus importante que celle des types exclusifs à la Graufesenque.

### Céramiques sigillées
Les vases à décors moulés signés CINNAMVS, PATERNVS et SERVVS sont les plus nombreux, avant ceux de IVSTVS, IVLLINVS et ANVNVS. Ces signatures sont soit intradécoratives et moulées avec le vase, soit apparaissent en graffiti sur moule.
La sigillée unie est abondante.

#### Services de table
Un service associant assiette/plat (forme Lez. 32, équivalent à la forme Walters 79) et coupelle apparaîtrait au milieu du IIe siècle. On trouve aussi un service associant coupelle Lezoux 42 et assiette Lezoux 43, et un autre associant coupelle Lezoux 44 et assiette Lezoux 45.

#### Signatures sur sigillées
Le Dr Plicque disait avoir trouvé près de 3 000 noms de potiers, sur quelque 15 000 fragments estampillés ; Ph. Bet et H. Vernet pensent qu'il se référait vraisemblablement aux graphies, pas aux noms à proprement parler. En 1985, ces deux auteurs en comptent plus de 500 absolument certains et près de 300 probables.
Sept artisans dominent la production de sigillée arverne et ont travaillé à Lezoux, Vichy, Terre-Franche ou les Martres-de-Veyre pendant le IIe siècle :
- CINNAMVS[n 20]
- PATERNVS
- ALBVCIVS
- AVENTINVS
- SEVERVS
- ATTIANVS
- CIPPVS[161].

Par ailleurs, des estampilles sont communes à Terre-Franche et Lezoux :
- ANVNVS,
- ASIATICVS,
- ATTILIANVS,
- ATTIANUS,
- BANVVS,
- CACASVS,
- CINNAMVS[n 20],
- COSAXTIS,
- DOECCVS,
- GENIALIS,
- IVLLINVS,
- IVNIVS,
- IVSTVS,
- LVCIVS,
- MAIOR,
- MARITVMVS,
- PATERNVS,
- SERVVS[162],
- CALETVS,
- LASTVCA,
- VEGETVS[163].

Vauthey & Vauthey (1968b) y voient une confirmation du statut de Terre-Franche comme satellite de Lezoux et une indication d'exportation importante vers le Poitou. La conservation du nom dans les succursales est le signe d'une revendication de la filiation, bénéficiant ainsi d'une renommée déjà établie. Pour employer des mots modernes, c'est un élément de stratégie commerciale - surtout lorsque, comme pour CINNAMVS et PATERNVS par exemple, la taille de la marque épigraphique est notablement accrue à partir du milieu du IIe siècle.
Un moule de vase Drag. 37 avec graffito d'ANVNVS est dans le style de l'atelier arverne PATERNVS. Deux vases Drag. 37 également graffités ANVNVS se trouvent au musée des antiquités nationales de Saint-Germain-en-Laye. Le même ANVNVS (il y en a deux autres connus) aurait fabriqué les trois vases cités ; il aurait appartenu au groupe PATERNVS mais les moules qu'il graffitait étaient de la main de LAXTUCISSA, un des principaux potiers travaillant dans les débuts de l'atelier dont PATERNVS était le maître-potier.
Un vase de CANTOMALLVS est retrouvé à la villa de Montcaret (Dordogne).

#### Typologie de la sigillée lisse de Lezoux
En 1989 Ph. Bet établit un répertoire des formes de sigillée lisse de Lezoux.

### Lampes
Deux lampes à suif tournées (Loeschcke XIII) trouvées à Bordeaux semblent avoir été fabriquées à Lezoux.

## Les décors
R. Delage (1999) retient pour l'ensemble de la production de Lezoux 1 416 décors, dont 812 peuvent être rattachés à l'un ou l'autre des groupes d'ateliers. 66 % de ces décors viennent du groupe Saint-Taurin, 22 % de la route de Maringues et 6 % de Ligonne,.
On assiste au IIe siècle à un changement de style aussi bien que de formes. Des décors nouveaux sont introduits et Lezoux produit et diffuse un « style officiel » typique des productions de la Gaule centrale du IIe siècle. Les moules, et vraisemblablement les poinçons-matrices, circulent de façon plus systématique.

## La diffusion
Voyageant par bateau et par route, les productions de Lezoux atteignent toute la partie nord de l'Empire romain, jusqu'au Rhin et au Danube. Dès le début, elles se retrouvent en Angleterre,, en Germanie, en Suisse, aux Pays-Bas, en Hongrie, en Roumanie… et même en quelques endroits au-delà les frontières de l'empire, comme en Pologne. Lezoux semble disposer d'une organisation de vente très efficace, à laquelle les négociants spécialisés (cretarii) de Lyon participent très vraisemblablement pour la diffusion vers le Rhin et le Danube. Ce sont ces négociants qui imposent la production de Lezoux sur celle des ateliers d'Argonne dans les estuaires de la Meuse et du Rhin. Ces circuits commerciaux existaient déjà avant l'occupation romaine, qui les a développés. En Gaule, la diffusion est abondante sauf dans le sud, et elle est rare en Espagne ou en Italie. Cette lacune est peut-être due aux fluctuations de la mode, détrônant la sigillée pour une vaisselle plus sobre et plus claire.
Le site de Lisieux a fourni des céramiques estampillées des noms de CINNAMVS, PATERNVS, VEGETVS, ATTIANVS, LASTVCA, BANVVS, CALETVS et IVLLINVS, tous potiers attestés à Terre-Franche aussi bien qu'à Lezoux.

## Protection
Outre les mesures dans le POS décrites en section « Historique des découvertes et fouilles », la commune a acquis depuis les années 2000 quelques terrains de la Z.A.C. de l'Enclos et sur le Rincé, deux terrains sur la route de Maringues et place Jean-Rimbert. Mais faute de moyens financiers, pour l'instant (2019) rien n'a été fait pour mettre en valeur leur patrimoine archéologique.

## Musées et collections de Lezoux
Les musées successifs
Le premier musée de Lezoux est créé à l'initiative du Comité archéologique de Lezoux en 1956 et inauguré le 25 mai 1957. Il devient municipal en 1966.
Au début des années 1980, il occupe un modeste bâtiment jouxtant une « base de vie » archéologique et un dépôt de fouilles, ce qui favorise l'activité scientifique. Il se trouve rue Pasteur, ouvrant sur le côté est de la rue Saint-Taurin, proche du centre-ville.
La Ville de Lezoux achète dans les années 1980 les bâtiments de l'usine Bompard, une ancienne fabrique de céramiques du XIXe siècle dans la rue de la République. Puis le Conseil départemental du Puy-de-Dôme rachète ces bâtiments en 1999 et confie la maîtrise d'œuvre des travaux de construction du futur musée au cabinet d'architectes Philippe-Charles Dubois et associés.
Jusque-là « musée contrôlé », le musée municipal (toujours situé rue Pasteur) devient « Musée de France » le 1er février 2003 (appellation créée en 2002 pour remplacer les appellations « musée classé » et « musée contrôlé »). Il est fermé en 2004. Son successeur, le musée départemental de la céramique de Lezoux ouvre le 14 mars 2007 dans l'ancienne fabrique de poterie Bompard. Il obtient le label « Tourisme et Handicap » en décembre 2014 ; et il obtient en 2015 le premier prix « Patrimoines pour tous 2015 » du Ministère de la Culture et de la Communication.

Musée de la céramique de Lezoux, ancienne usine Bompard
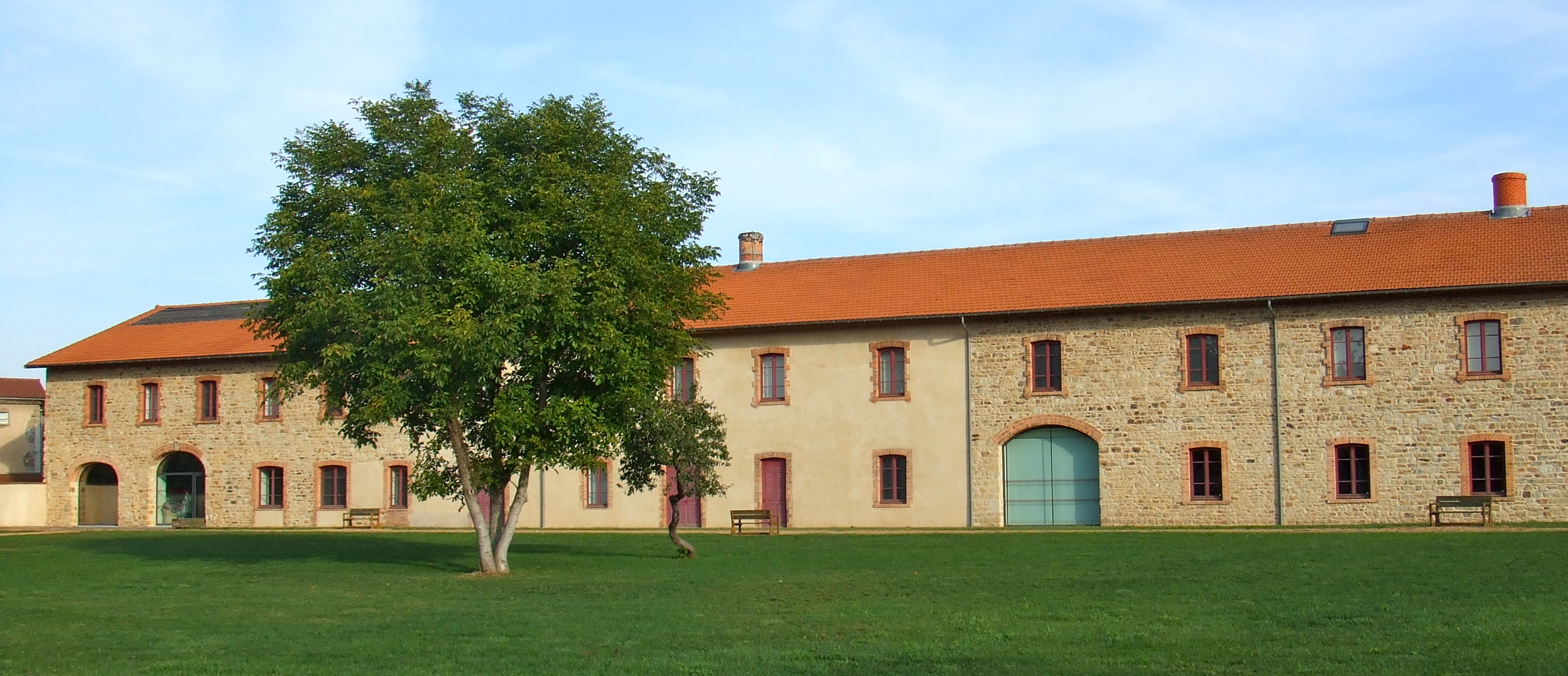
Le bâtiment principal

Les collections

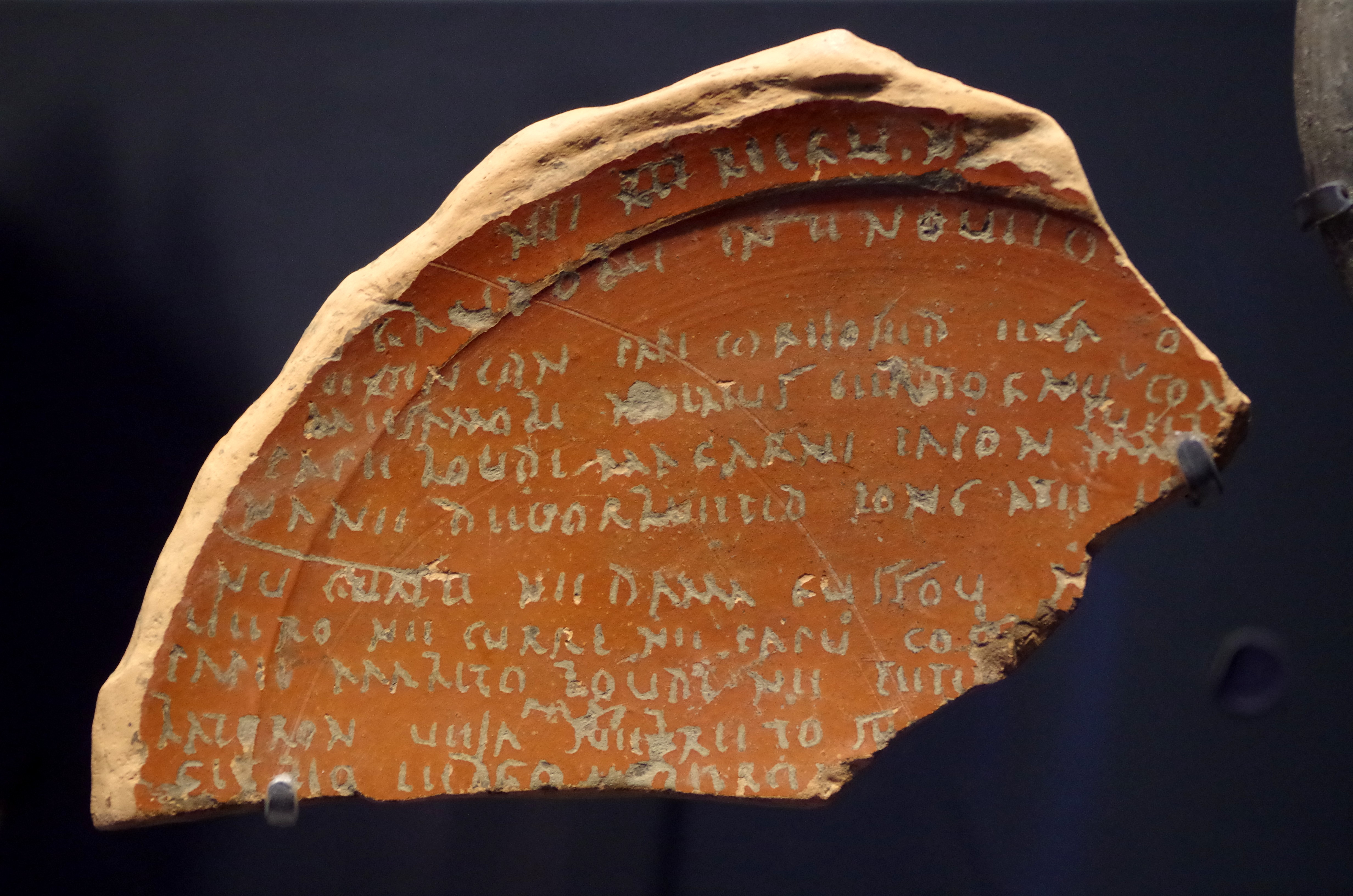
Sigillée Drag. 43,
Musée de la Céramique de Lezoux

Le premier musée abrite tout le mobilier trouvé sur le site depuis les années 1950, des lots provenant de fouilles anciennes et de celles du Comité archéologique, et consacre une salle à une partie de la collection Fabre-Ollier. Charles Ollier, érudit local, avait recueilli du matériel sur la commune et acquis des collections plus anciennes par dons ou achats. L'inventaire de cette collection, dressé par lui et complété par sa fille Madame Ollier, a disparu. Une collection Sersiron est également mentionnée,.
De nombreuses collections diverses provenant de fouilles anciennes ont quitté la commune à la suite d'héritages ou de ventes. Une bonne partie d'entre elles se retrouve dans des musées parfois lointains (musée de Bavay (Nord), de Rochechouart (Haute-Vienne), de Roanne…). La collection la plus importante est celle du docteur Plicque, qui a été morcelée après le décès de son auteur ; une partie est allée au musée de Clermont-Ferrand, une autre au British Museum, la plus grosse partie a été acquise en 1901 par le musée d'Archéologie nationale de Saint-Germain-en-Laye, qui a consacré une salle (la salle Plicque) à l'exposition d'une partie de ce matériel (qui ne vient pas uniquement de Lezoux mais aussi de la Graufesenque, Montans, les Martres-de-Veyre, Clermont-Ferrand...). La salle XV en incluait aussi, qui a été abondamment décrit par J. Déchelette dans son livre de 1904 Les vases céramiques ornés....
Le fonds d'archives Hugues Vertet
En 2012 Hugues Vertet donne au musée le fonds d'archives comprenant sa documentation publiée, celle qu'il a pu recueillir durant sa carrière, et la documentation scientifique des fouilles qu'il a dirigées et réalisées.

#### Plans
- Bet 1999, (section « Les structures de production antique ») : plan de la commune indiquant les sites de Ligonne, route de Maringues, Theix, Limpentines, Centre Bourg, Saint-Taurin, Saint-Jean, Saint-Martin, Bontemps et Ocher.